# Oleaceae
Oleaceae Hoffmanns. & Link, 1809 è una famiglia di piante angiosperme appartenente all'ordine delle Lamiales.

## Etimologia
Il nome della famiglia deriva dal suo genere tipo Olea L., 1753 che risale inizialmente al greco "élaia" e successivamente al nome latino per l'albero dell'olivo, conosciuto fin dall'antichità come simbolo di pace e di buona volontà. Il nome scientifico della famiglia è stato definito da Johann Centurius Hoffmannsegg (Dresda, 23 agosto 1766 – Dresda, 13 dicembre 1849) botanico, entomologo ed ornitologo tedesco e da Johann Heinrich Friedrich Link (Hildesheim, 2 febbraio 1767 – Berlino, 1º gennaio 1851) biologo, botanico e naturalista tedesco nella pubblicazione "Flore Portugaise ou description de toutes les plantes qui croissent naturellement en Portugal. Berlin  - Fl. Portug. [Hoffmannsegg] 1: 62. 1809" del 1809.

## Descrizione

### Portamento

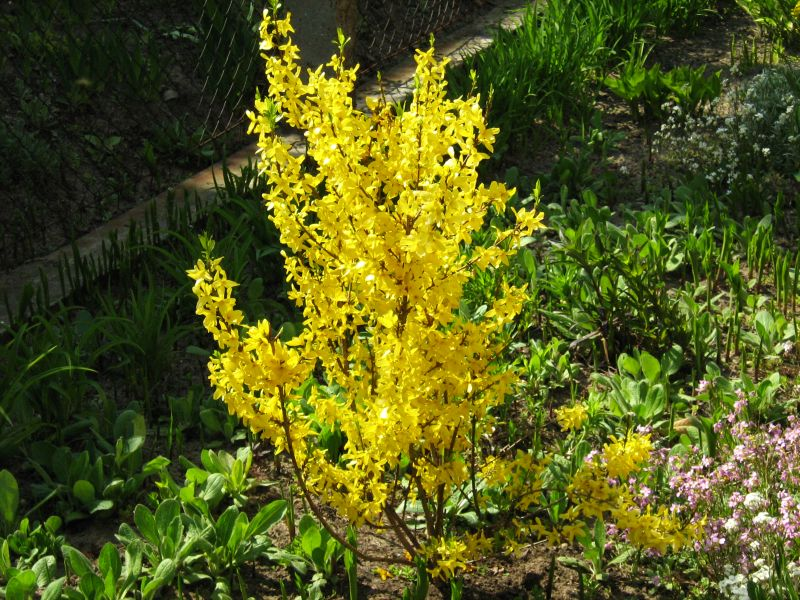
Il portamento
Forsythia togashii

Il portamento delle specie di questa famiglia è arbustivo o arboreo (piccoli alberi); raramente è erbaceo. Le forme biologiche prevalenti sono fanerofite cespugliose (P caesp), ossia piante perenni e legnose (alte diversi metri), con gemme svernanti poste ad un'altezza dal suolo maggiore di 30 cm con portamento cespuglioso (= molto ramoso) e fanerofite arboree (P scap), ossia piante legnose con portamento arboreo e gemme poste ad altezze dal suolo superiori ai due metri. Sono presenti sia specie spinescenti che inermi. Spesso i rami hanno una sezione quadrangolare a causa della presenza di fasci di collenchima posti nei quattro vertici. Sono presenti glicosidi fenolici e composti iridoidi.

### Foglie

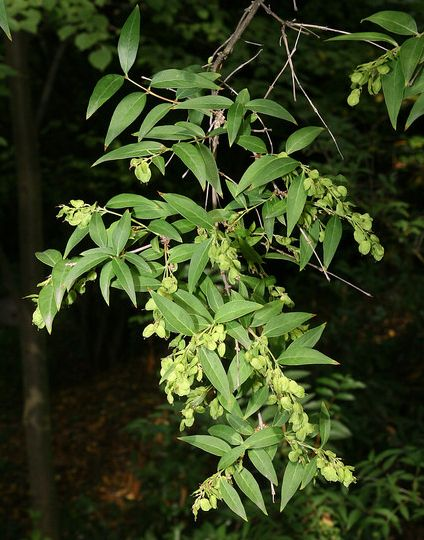
Le foglie
Fontanesia fortunei

Le foglie lungo il caule sono disposte in modo opposto, sono sempreverdi o decidue e sono picciolate (in alcune specie i piccioli sono articolati - Jasmineae). La lamina è semplice con forme da ellittiche o lanceolate a ovato-cuoriformi, oppure è trifogliata o anche pennata (in Jasminum e Fraxinus sono composte). I bordi sono interi, dentati o più raramente seghettati. La consistenza può essere sia membranosa (Fontanesieae) che coriacea. Non sono presenti stipole.

### Infiorescenze

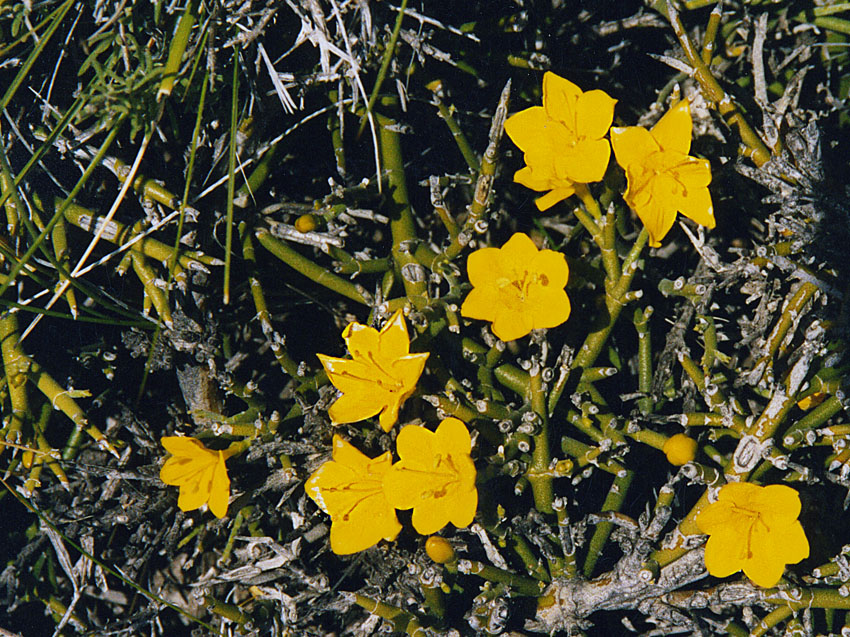
Infiorescenza
Menodora robusta

Le infiorescenze sono del tipo agglomerato, cimoso-panicolato, fascicolato, racemoso o decussato con portamento terminale o ascellare. In alcune specie sono presenti delle brattee da lineari a lanceolate. I fiori possono essere sia pochi (3) che molti o anche singoli o riuniti in fascetti di 3 - 6. L'infiorescenza in alcune specie compare prima delle foglie (Forsythieae).

### Fiori

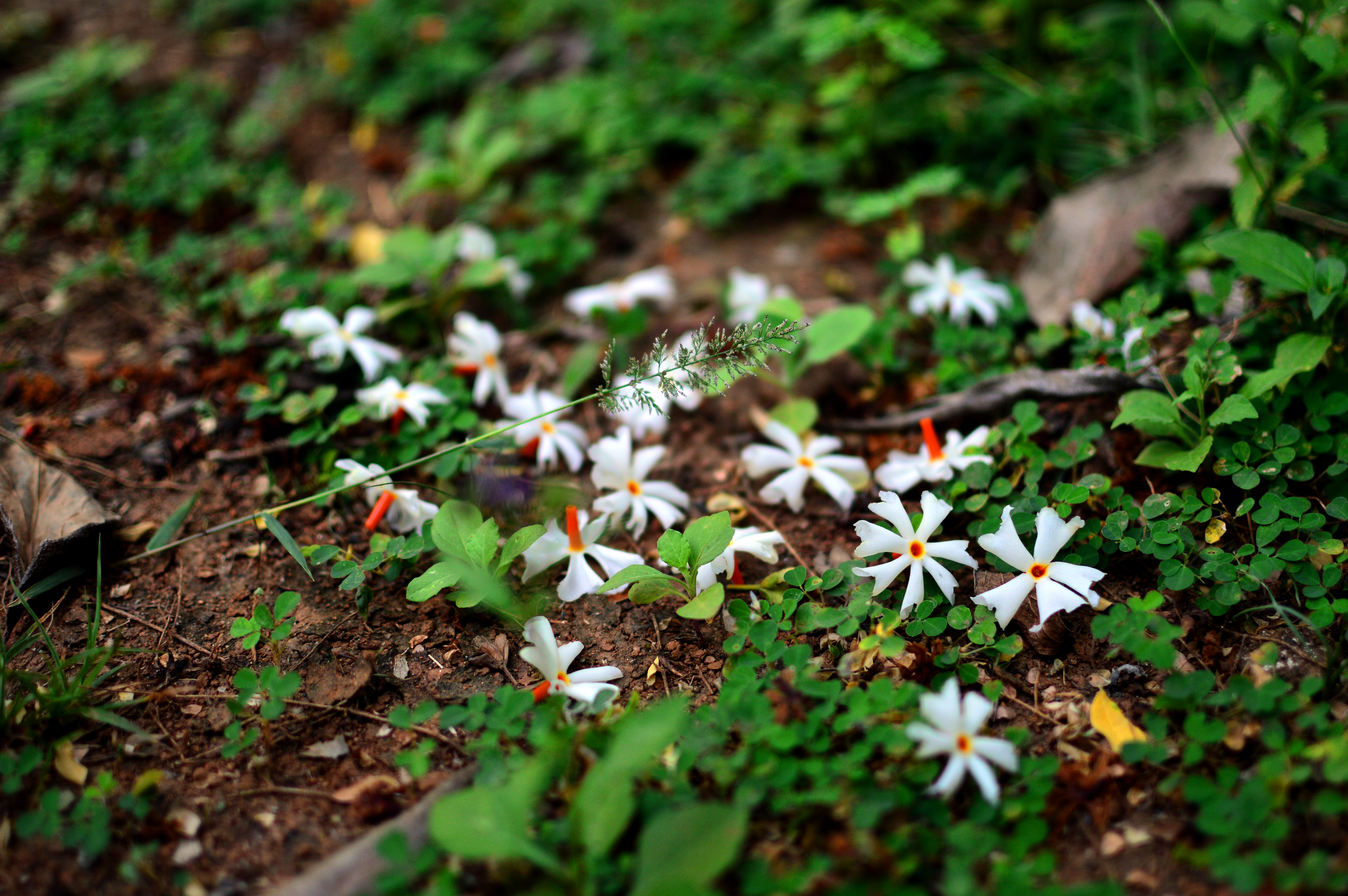
I fiori
Nyctanthes arbor-tristis

I fiori sono ermafroditi o unisessuali (Fraxinus), attinomorfi e tetraciclici (ossia formati da 4 verticilli: calice– corolla – androceo – gineceo) e tetrameri (ogni verticillo ha 4 elementi). In alcune specie manca a volte il calice o la corolla (sono allora fiori "nudi"). I fiori hanno dei meccanismi genetici o di altro tipo (come l'eterostilia) che impediscono l'autofecondazione  (Oleeae, Forsythieae e Jasmineae).. In Fontanesieae i fiori sono profumati.
- Formula fiorale. Per la famiglia di queste piante viene indicata la seguente formula fiorale:[10][11]

* K (4), [C (4), A 2], G (2), supero, drupa/capsula/samara/bacca.
- Il calice è gamosepalo a forma campanulata, piccolo con 4 lobi (8 lobi in Nyctanthes) sia brevi (simili a denti) che oblunghi. In alcuni casi è ridotto o può anche mancare (Oleeae). In Forsythieae è persistente.
- La corolla è gamopetala (in Fraxinus è dialipetala), glabra e con forme più o meno da cilindriche a imbutiformi o urceolate. Termina con 4 lobi valvati o a forma di cappuccio, a volte embricati. In Jasmineae i lobi sono 4, 5, 6 fino a 12. In alcune specie i petali a coppie sono uniti alla base dei filamenti staminali (Oleeae). A volte la corolla è assente oppure può essere ruotata. Il tubo corollino in genere è corto; in alcune specie è del tipo ipocrateriforme: un lungo tubo terminante con lobi patenti. La consistenza può essere anche cartacea. Il colore della corolla è bianco, giallo, lillacino, ma anche rosso, rosa o viola.
- L'androceo è formato da 2 stami (o 4 in alcuni casi) inclusi e adnati al tubo della corolla; possono essere sporgenti dalla corolla. Le antere sono formate da due teche con deiscenza longitudinale. Il polline è tricolpato.
- Il gineceo è bicarpellare (sincarpico - formato dall'unione di due carpelli) ed ha un ovario supero, biloculare con 1, 2, 3 o 4 ovuli penduli per loculo. Gli ovuli sono provvisti di un solo tegumento e sono tenuinucellati (con la nocella, stadio primordiale dell'ovulo, ridotta a poche cellule).[13] La placentazione è assile. Lo stilo è unico e termina con uno stigma capitato o con due stigmi. Il disco nettarifero spesso è presente.

### Frutti
Il frutto è una drupa (Olea) oppure una samara appiattita con un'unica ala terminale (Fraxinus), oppure una bacca (Ligustrum, Jasminum) oppure una capsula loculicida legnosa  (Forsythia). In genere il mesocarpo è carnoso, oleoso e l'endocarpo è duro. La forma del frutto è ovoidale, globosa od oblunga. I semi sono privi di endosperma oppure provvisti di endosperma carnoso (Myxopyreae) e normalmente sono sempre due, che spesso si riducono a uno solo per aborto sistematico del secondo seme (p.es. nelle olive).

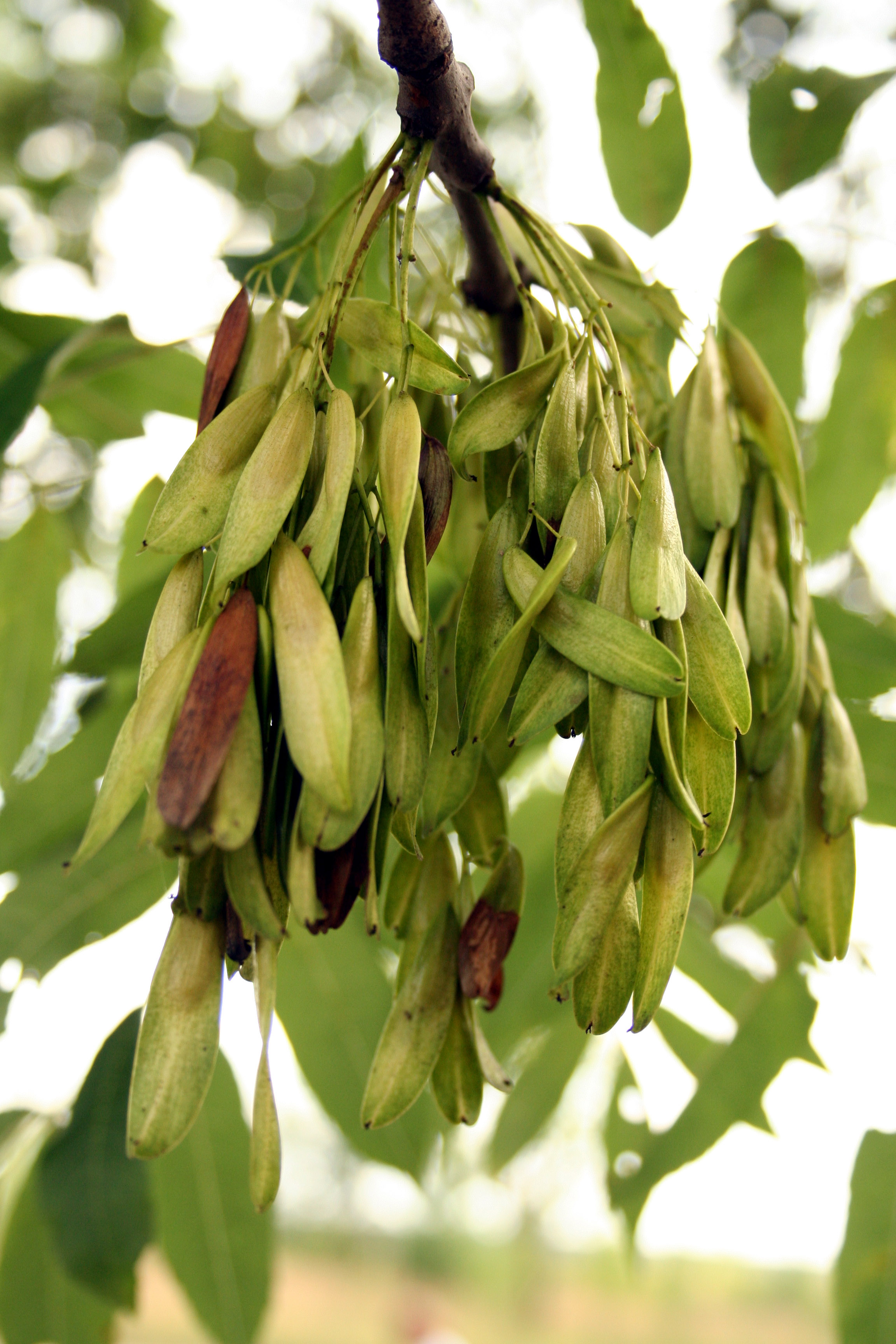
Samare
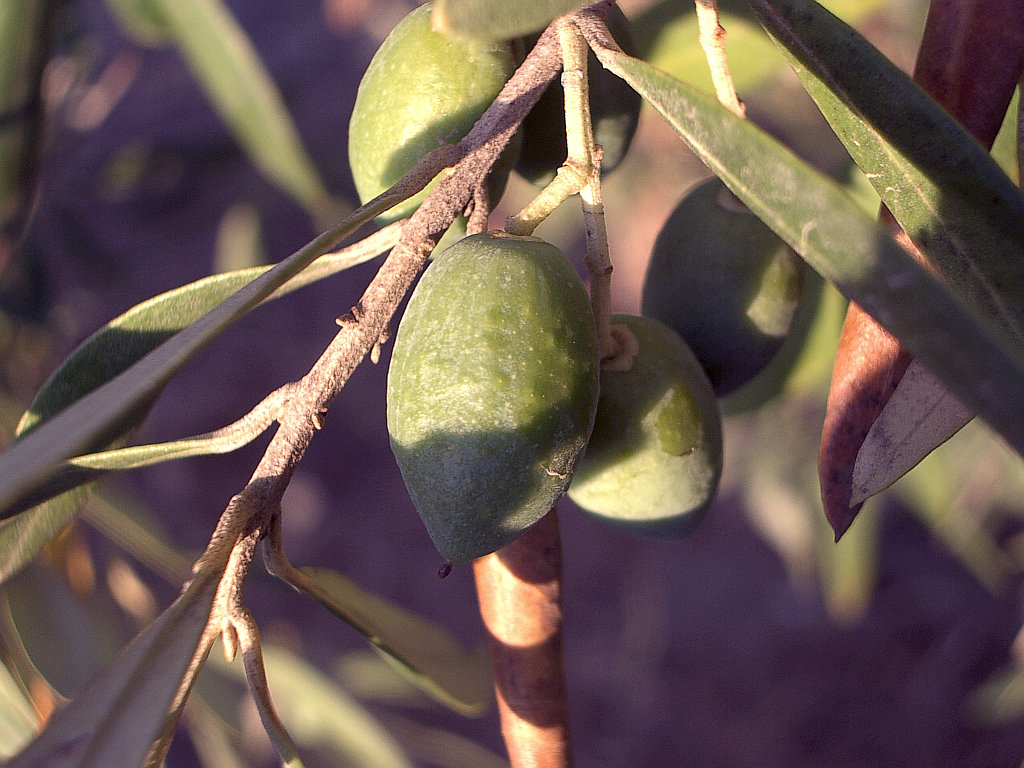
Drupe
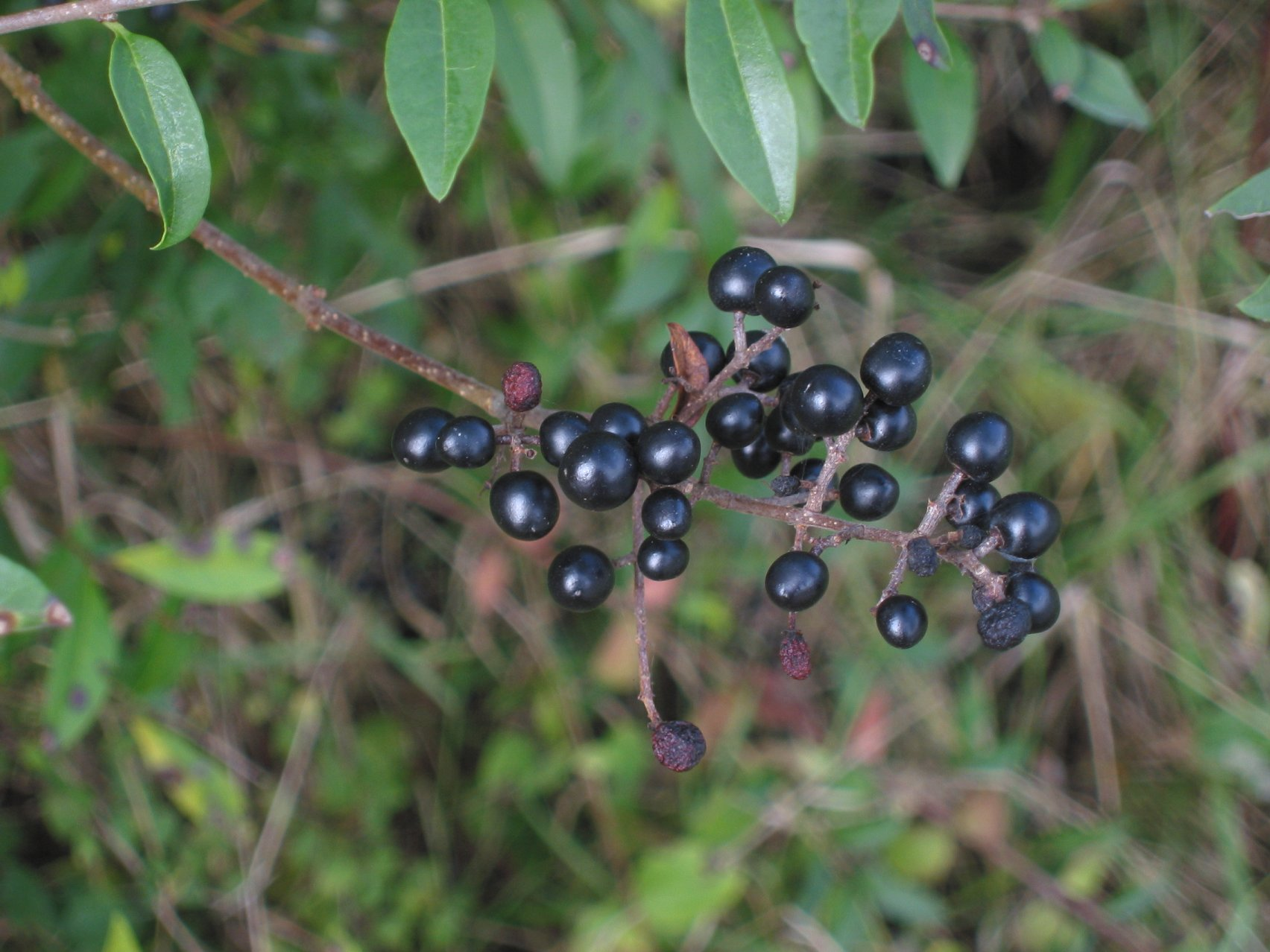
Bacche

### Caratteri distintivi della famiglia
I caratteri morfologici più distintivi sono:
- gemme da 2 a molte sovrapposte;
- foglie generalmente opposte;
- stipole assenti;
- fiori ermafroditi a volte unisessuali attinomorfi;
- sepali generalmente 4;
- petali generalmente 4 e connati;
- stami 2 (1);
- filamenti adnati alla corolla;
- carpelli 2 connati:
- ovario supero con placentazione assile;
- ovuli 2 per loculo;
- frutto a capsula loculicida o circumsissile, samara, bacca, drupa (spesso monospermo).

Nota: questi caratteri sono considerati sinapomorfie morfologiche.

## Biologia
Le specie di questa famiglia si riproducono per impollinazione entomogama (api, farfalle e mosche) o per impollinazione anemogama soprattutto Fraxinus e Forestiera).
I semi, dopo aver eventualmente percorso alcuni metri a causa del vento (dispersione anemocora), cadendo a terra sono dispersi soprattutto da insetti tipo formiche (mirmecoria) ma anche da uccelli e mammiferi (taxa con frutti carnosi).

## Distribuzione e habitat
Le specie di questa famiglia sono cosmopolite e vivono in habitat temperati e subtropicali (ma anche tropicali). Poche specie sono presenti nell'area mediterranea. La tabella seguente indica per ogni tribù la distribuzione principale e l'habitat più usuale:
| Tribù        | Distribuzione          | Habitat                                          |
| ------------ | ---------------------- | ------------------------------------------------ |
| Fontanesieae | Eurasia                | Più o meno temperato                             |
| Forsythieae  | Cina, Corea e Giappone | Da temperato-caldo a quello subtropicale         |
| Jasmineae    | Cosmopolita            | Dalle regioni tropicali a quelle temperato-calde |
| Myxopyreae   | Areale Indo-Malese     | Tropicale                                        |
| Oleeae       | Cosmopolita            | Temperato e subtropicale (ma anche tropicale)    |

## Tassonomia
Tradizionalmente (sistema Cronquist) le Oleacee vengono inserite nell'ordine delle Scrophulariales. Secondo l'interpretazione filogenetica quest'ordine non ha validità e le Oleacee vengono collocate nell'ordine delle Lamiales. Questa famiglia da un punto di vista fenetico (tassonomia della somiglianza morfologica) risulta molto diversa dalla maggior parte delle famiglie delle Lamiales, per cui Richard von Wettstein (Vienna, 3 giugno 1863 – Trins, 10 agosto 1931) ha proposto di costituire un ordine separato, le "Ligustrales" (inizialmente chiamato "Oleales") descritto all'interno della classe "Dicotyledones" e subclasse "Sympetalae", comprendente solo questa famiglia (Classificazione di Wettstein). In passato la famiglia era descritta nell'ordine delle "Contortae" da Adolf Engler (Żagań, 25 marzo 1844 – Berlino, 10 ottobre 1930) e Ludwig Diels (1874–1945).
Sempre secondo la classificazione APG, le Oleacee si dividono in cinque tribù, delle quali una, le Oleae, riunisce circa i tre quarti dei generi. Le altre tribù sono le Fontanesieae (con il solo genere Fontanesia), le Forsythieae, le Myxopyreae e le Jasmineae.
Il numero cromosomico delle specie di questo gruppo è: 2n = 22, 24, 26, 28, 36, 40, 44, 46 (48).

### Tribù Fontanesieae
La tribù Fontanesieae H. Taylor ex L.A.S. Johnson, 1957 comprende 1 generi e 2 specie:
- Fontanesia Labill., 1791 (2 specie): è una rarità della flora italiana, presente solo in Sicilia.

### Tribù Forsythieae
La tribù Forsythieae H. Taylor ex L.A.S. Johnson, 1957 comprende 2 generi e 10 - 12 specie:
- Abeliophyllum Nakai, 1919 (Una specie)
- Forsythia Vahl, 1804 (9 - 12 specie): comprende arbusti molto apprezzati per scopi ornamentali.

### Tribù Jasmineae
La tribù Jasmineae Lam. & DC., 1806 comprende 3 generi e oltre 230 specie:
- Chrysojasminum (L.) Banfi, 2014 (10 specie)
- Jasminum L., 1753 (202 spp.)
- Menodora Humb. & Bonpl., 1812 (26 spp.)

### Tribù Myxopyreae
La tribù Myxopyreae Boerl., 1899 comprende 3 generi e 7 specie:
- Myxopyrum Blume, 1826 (4 specie)
- Nyctanthes L., 1753 (2 specie)
- Dimetra  Kerr, 1938 (Una specie)

### Tribù Oleeae
La tribù Oleeae (Hoffmanns. & Link ex R. Br.) Dumort., 1827 comprende 4 sottotribù, circa 17 generi e oltre 380 specie:

Sottotribù Oleinae

La sottotribù Oleinae Wallander & V.A.Albert, 2001 comprende 12 generi e circa 210 -260 specie:
- Chionanthus L, 1753 (Circa 60 - 100 specie): uno dei generi più ricchi di specie, è rappresentato in tutti i continenti esclusa l'Europa.
- Forestiera Poir., 1812 (Circa 15 - 19 specie)
- Haenianthus Griseb., 1861 (Circa 2 - 3 specie)
- Hesperelaea A. Gray, 1876 (Una specie)
- Noronhia Stadm. ex Thouars, 1806 (Circa 41 - 45 specie)
- Olea L, 1753 (Circa 40 specie):  è il genere che ha dato il nome alla famiglia; oltre all'olivo propriamente detto (Olea europaea) comprende numerose specie selvatiche della flora dell'Asia meridionale (soprattutto India) e altre della flora spontanea della regione mediterranea, del Sudafrica e dell'Oceania.
- Osmanthus Lour., 1790 (Circa 30 - 32 specie)
- Nestegis Raf., 1838 (5 specie)
- Notelaea Vent., 1804 (12 specie)
- Picconia DC., 1844 (2 specie)
- Phillyrea L, 1753 (2 specie): è un importante componente della macchia mediterranea.
- Priogymnanthus P.S. Green, 1994 (2 specie)

Sottotribù Fraxininae

La sottotribù Fraxininae L., 1753 comprende 1 genere e oltre 60 specie:
- Fraxinus L., 1753 (Oltre 60 specie): comprende numerose specie di alberi a diffusione circumboreale, importanti componenti delle foreste dei climi temperati.

Sottotribù Ligustrinae

La sottotribù Ligustrinae Koehne, 1893 comprende 2 generi e circa 60 specie:
- Ligustrum L., 1753 (Circa 40/45 specie): è spontaneo in Europa, Asia, America e Australia e largamente impiegato per ornamento.
- Syringa L., 1753 (Circa 20 specie): è spontaneo nelle regioni temperate d'Europa e d'Asia ed è usato per scopi ornamentali anche in climi freddi.

Sottotribù Schreberinae

La sottotribù Schreberinae Wallander & V. Albert, 2000 comprende 2 generi e circa 12 specie:
- Comoranthus Knobl., 1934 (3 specie)
- Schrebera Roxb., 1799 (8 specie)

### Filogenesi
La posizione della famiglia all'interno dell'ordine Lamiales è basale (più antica). Preceduta solamente dalla famiglia Plocospermataceae Hutchinson le Oleaceae insieme alle Carlemanniaceae Airy Shaw risultano "gruppo fratello" del resto dell'ordine. Ritrovamenti fossili di legni identificati come Oleinae sono stati trovati in strati geologici del Deccan datati 67 - 65 milioni di anni fa; resti di Fraxinus sono stati trovati in depositi dell'Eocene (circa 44 milioni di anni fa). Questi dati comunque per il momento risultano incompatibili con alcune date molecolari.
In base ad analisi molecolari le Oleaceae sono considerate monofiletiche. Generalmente vengono suddivise in due grandi gruppi (o sottofamiglie): le Jasminoideae (gruppo caratterizzato dalla corolla formata da 4 o 12 petali, dalla presenza di uno o più ovuli eretti per loculo e dal frutto separato in due da una divisione apicale) considerate morfologicamente eterogenee e parafiletiche e le Oleoideae (caratterizzato da corolle a 4 petali, da due ovuli penduli per loggia, dal numero cromosomico aploide = 23, dalla presenza di glicosidi flavonici e per l'anatomia del legno) considerate monofiletiche.
La struttura della famiglia da un punto di vista filogenetico (e tassonomico attuale) comprende 5 cladi principali (le cinque tribù della famiglia). Il gruppo Fontanesieae + Forsythieae + Myxopyreae non risulta ancora ben distinto anche se è chiaramente "gruppo fratello" del resto della famiglia formato dalle tribù Jasmineae e Oleeae (insieme formano un "gruppo fratello").
In dettaglio:

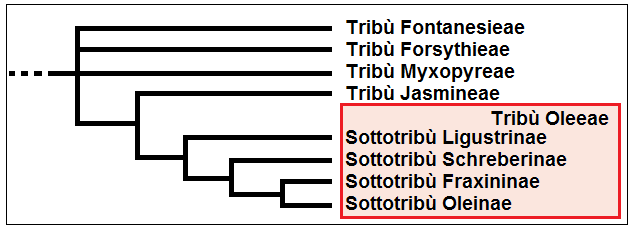
Cladogramma della famiglia

- clade Fontanesieae: questo gruppo (insieme alle Forsythieae) potrebbe essere quello più "vicino" al "core" della famiglia (Jasmineae + Oleeae)[1];
- clade Forsythieae: i due generi che compongono questo clade sono monofiletici, mentre il genere Forsythia risulta composto da tre lignaggi principali[15];
- clade Myxopyreae: studi recenti (2007) sembrerebbeo confermare che la tribù Myxopyreae è "gruppo fratello" del resto della famiglia[1]; il carattere apomorfico più evidente nelle specie di questa tribù è la presenza di ovuli ascendenti (carattere unico nella famiglia - gli altri sono penduli);
- clade Jasmineae:  è il gruppo più vicino alle Oleeae ("core" della famiglia), entrambe le specie delle due tribù contengono sostanze "oleoside"; la separazione di questo gruppo dal resto della famiglia è datato a circa 48 - 39 milioni di anni fa[1]; il genere Jasminum è parafiletico in quanto le specie di Menodora (l'altro genere della tribù) sono inserite al suo interno; mentre la tribù è senz'altro monofiletica;
- clade Oleeae:  da un punto di vista morfologico le Oleeae sono caratterizzate dalla presenza di flavoni glicosidi, ovario con 2 ovuli penduli per loculo, vasi multipli e fibre libriformi nel legno; da un punto di vista filogenetico la tribù è certamente monofiletica e risulta il "core" della famiglia (e quindi di più recente formazione); mentre della varie sottotribù (quattro in tutto) Ligustrinae è  "gruppo fratello" del resto della tribù; le altre seguono nell'ordine: Schreberinae, Fraxininae e Oleinae.[14]

Il cladogramma a lato tratto dallo studio citato e semplificato mostra l'attuale struttura filogenetica della famiglia.

### Generi presenti in Italia
Nella flora italiana della famiglia Oleaceae sono presenti i seguenti generi:
- Fontanesia (Una specie) - Distribuzione: Sicilia e Calabria (molto rara).
- Forsythia (Forsizia - Una specie) - Distribuzione: su tutto il territorio (esotica naturalizzata).
- Fraxinus (Frassino - 3 specie) - Distribuzione: su tutto il territorio (la specie Fraxinus ornus si trova nei boschi mediterranei e submediterranei, mentre la specie Fraxinus angustifolia var. oxycarpa predilige i boschi ripali).
- Jasminum (Gelsomino - 4 specie) - Distribuzione: Nord e Centro.
- Ligustrum (Ligustro - Una specie) - Distribuzione: su tutto il territorio (isole escluse).
- Olea (Olivo - Una specie) - Distribuzione: su tutto il territorio (assente nelle Alpi).
- Phillyrea (Fillirea - 2 specie) - Distribuzione: su tutto il territorio (le specie Phillyrea latifolia e Phillyrea angustifolia sono arbustive tipiche della macchia mediterranea).
- Syringa (Lillà - Una specie)  - Distribuzione: Nord.

Per meglio comprendere ed individuare i vari generi della famiglia Oleaceae relativamente alle specie spontanee della flora italiana, l’elenco seguente utilizza in parte il sistema delle chiavi analitiche (vengono cioè indicate solamente quelle caratteristiche utili a distingue un genere dall'altro):
- Gruppo 1A: la lamina delle foglie è composta da 3 - 15 segmenti;

- Jasminum: il portamento è cespuglioso; il tubo della corolla è allungato; il frutto è una drupa.
- Fraxinus: il portamento è arboreo; i petali sono saldati solamente alla base; il frutto è una samara.

- Gruppo 1B: la lamina delle foglie è intera;

- Gruppo 2A: la consistenza delle foglie è coriacea e sono sempreverdi;

- Gruppo 3A: la parte abassiale delle foglie si presenta argentina a causa di peli squamosi; i frutti sono delle drupe con endocarpo indurito (oliva);

- Olea.

- Gruppo 3B: le foglie sono verdi su entrambe le facce; il frutto non è una drupa con endocarpo indurito;

- Phillyrea: l'infiorescenza è composta da racemi ascellari; il frutto è una drupa con endocarpo cartilaginea.
- Ligustrum: l'infiorescenza è composta da pannocchie terminali; il frutto è una bacca.

- Gruppo 2B: la consistenza delle foglie è membranosa e sono caduche;

- Gruppo 4A: i petali della corolla sono quasi liberi; il frutto è una samara;

- Fontanesia.

- Gruppo 4B: il tubo della corolla è allungato; il frutto non è una samara;

- Gruppo 5A: il colore della corolla è giallo e la corolla si forma prima delle foglie;

- Forsythia.

- Gruppo 5B: il colore della corolla non è giallo e la corolla si forma dopo le foglie;

- Syringa: la corolla è violetta o bianca ed ha un tubo lungo il doppio del diametro; i frutti sono delle capsule.
- Ligustrum:  la corolla è bianca ed ha un tubo lungo quanto il diametro; i frutti sono delle bacche.

## Alcune specie

### Tribù Fontanesieae

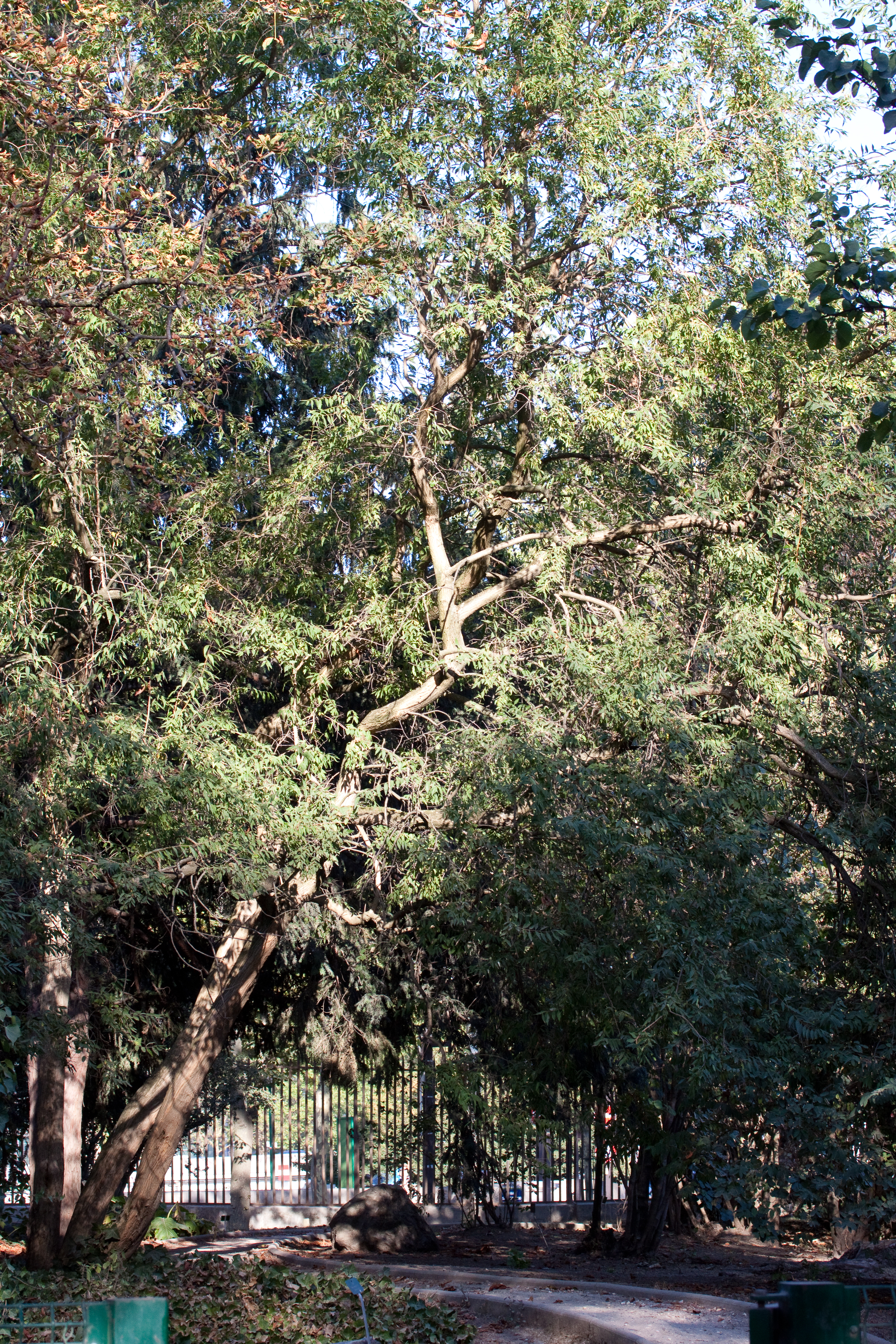
Fontanesia fortunei
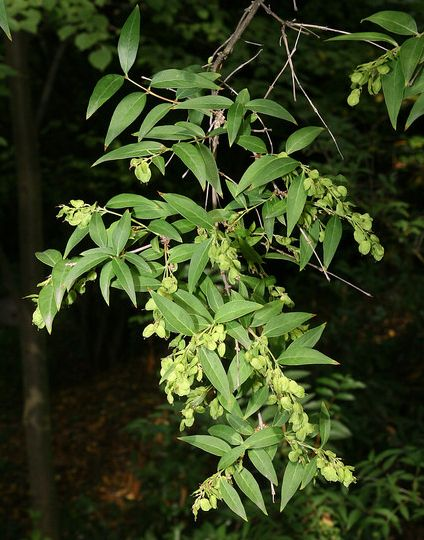
Fontanesia fortunei

### Tribù Forsythieae

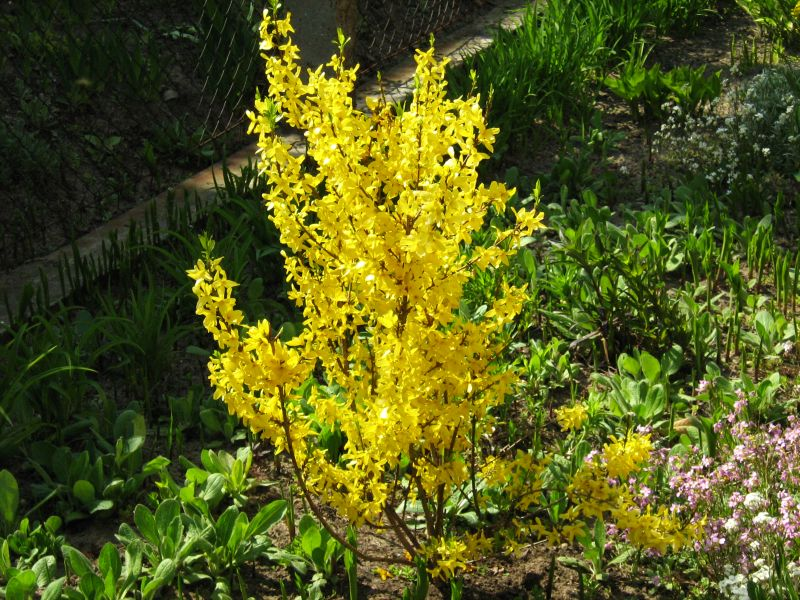
Forsythia togashii
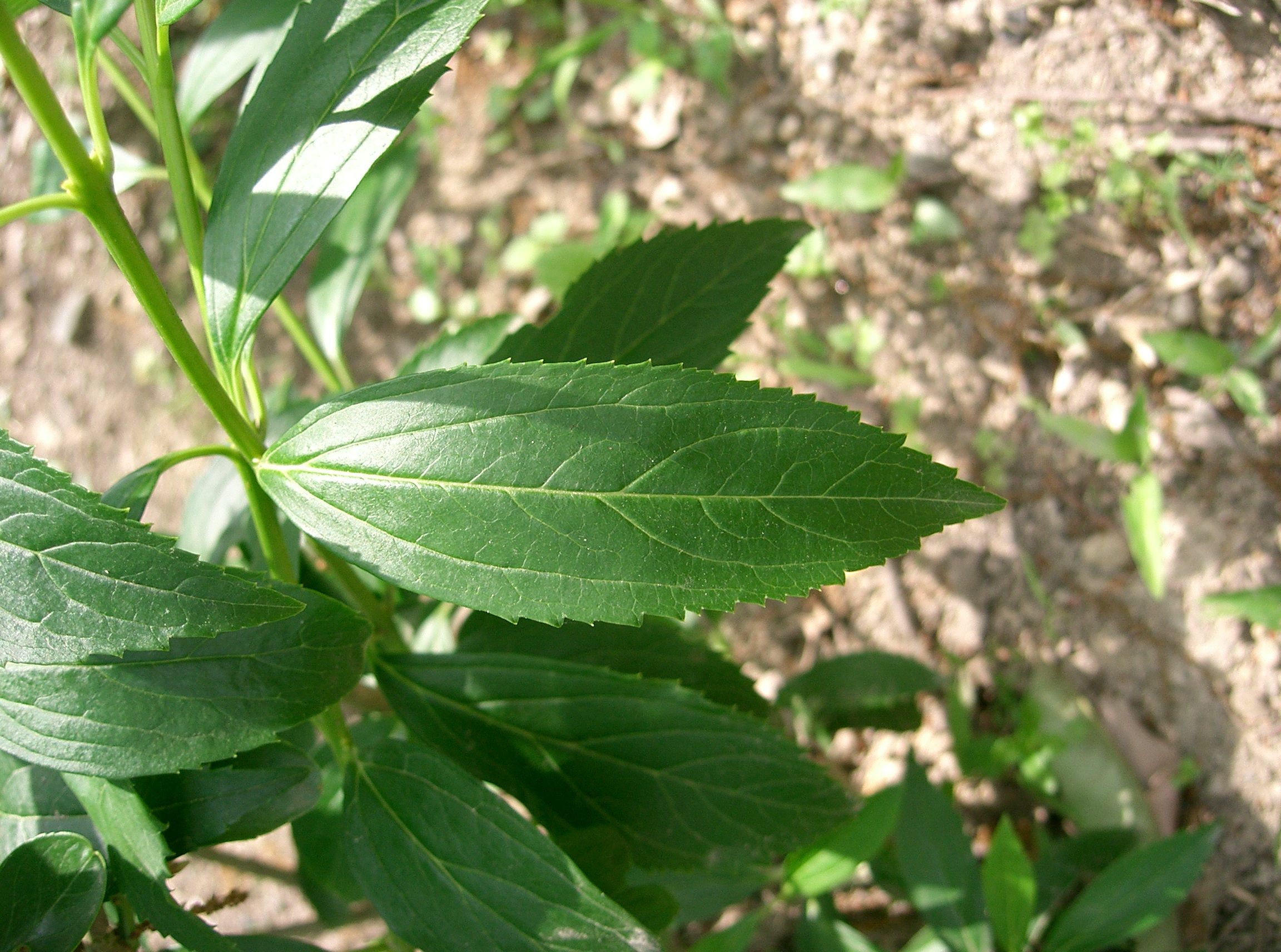
Forsythia suspensa
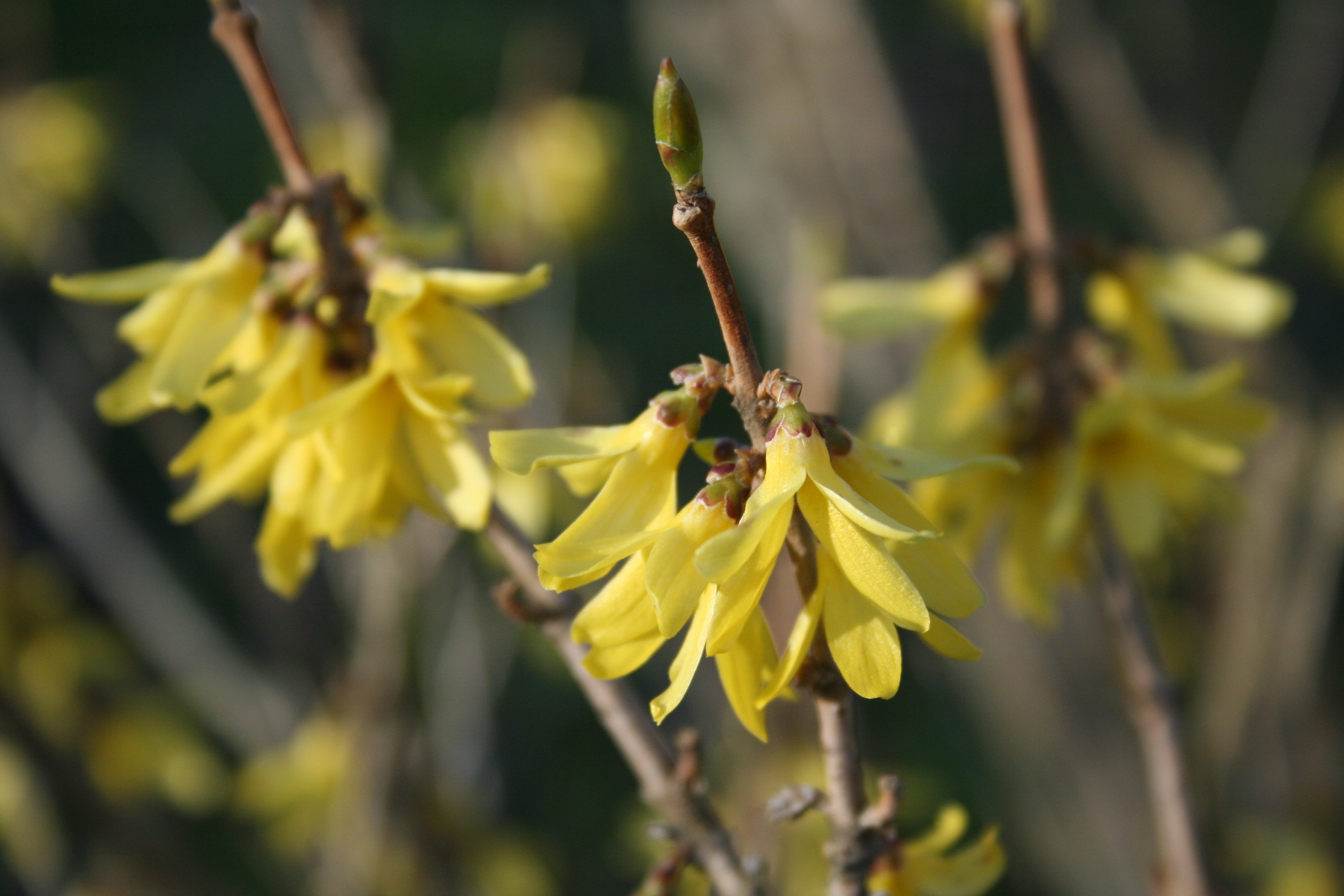
Forsythia ovata
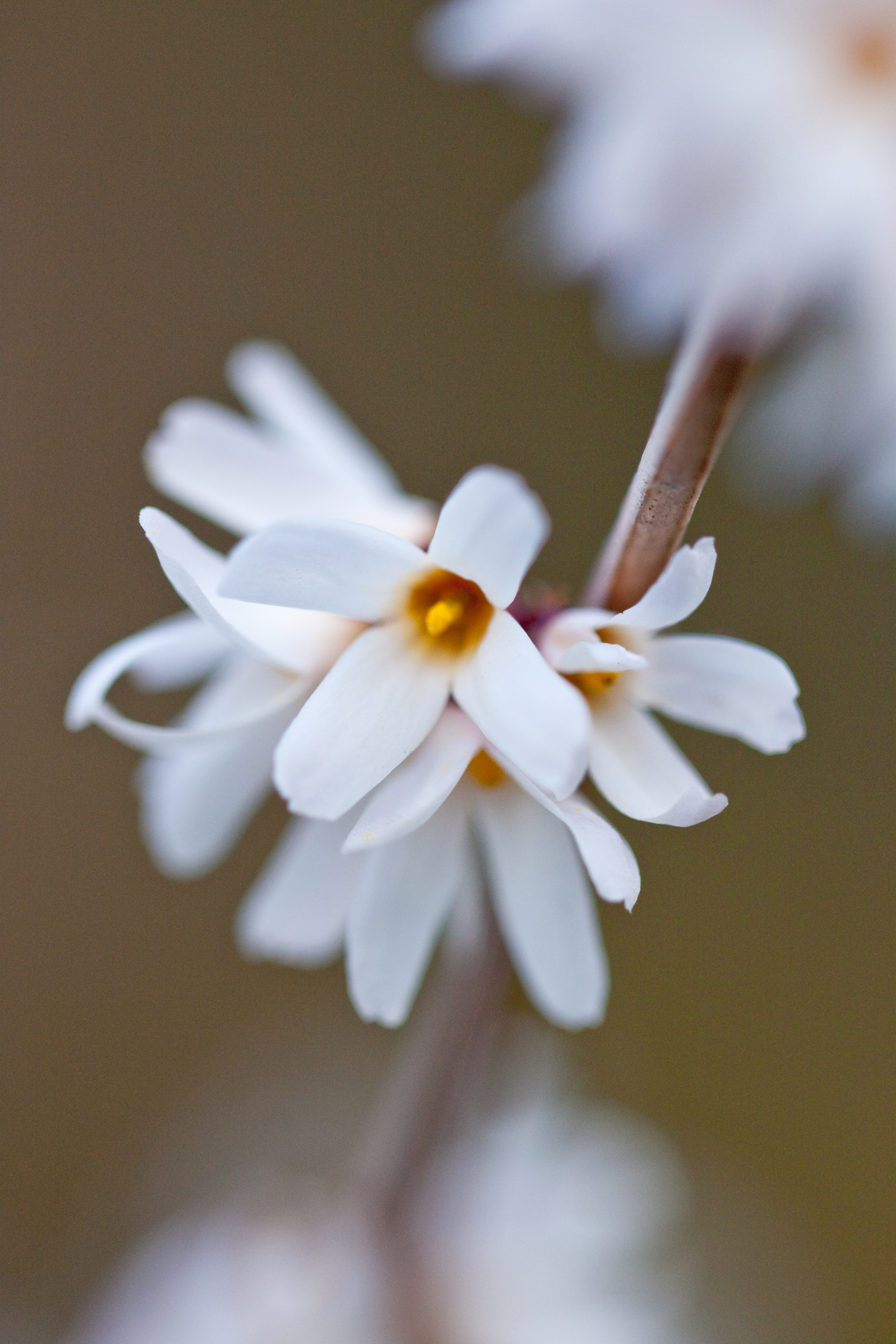
Abeliophyllum distichum
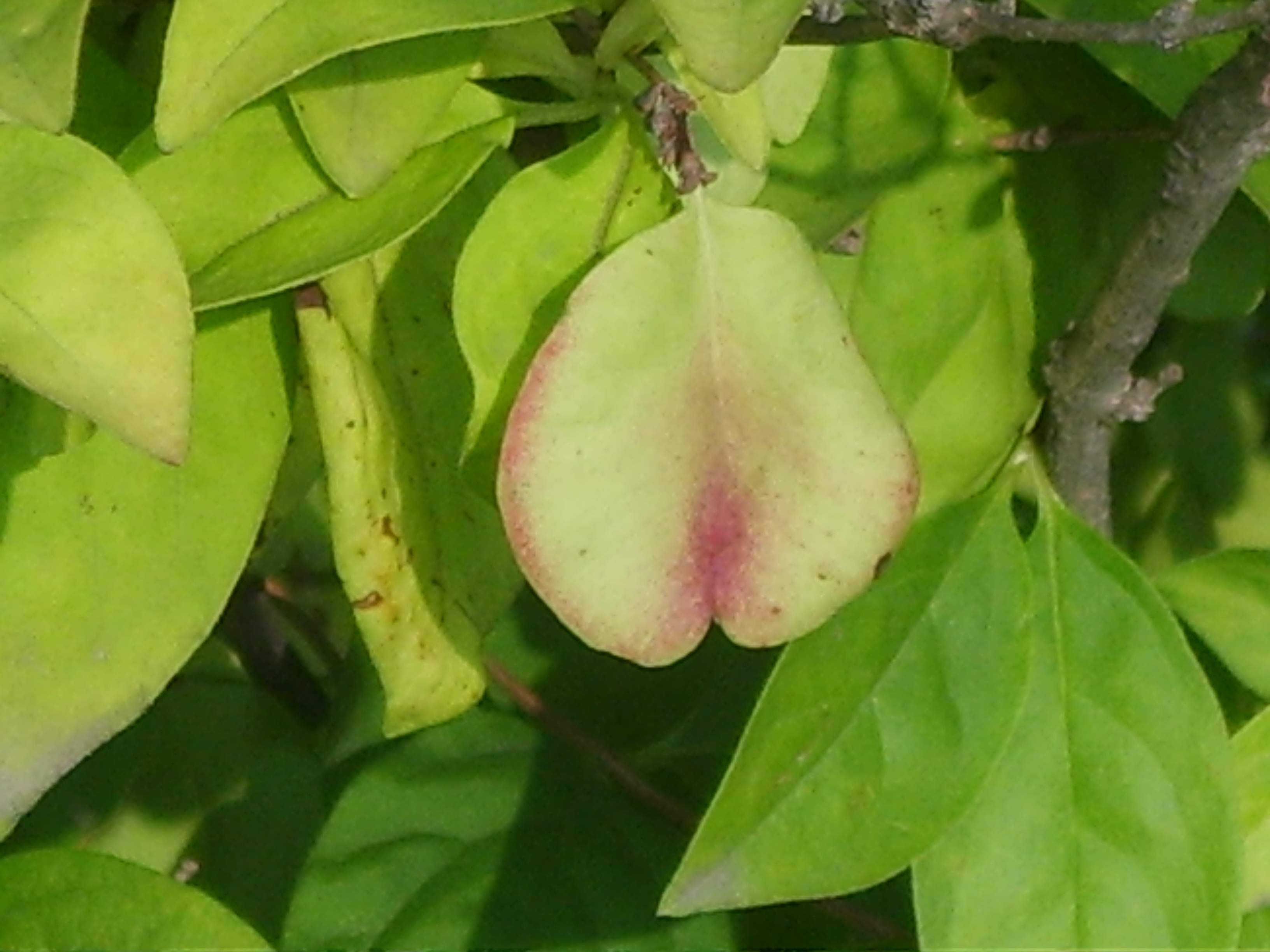
Abeliophyllum distichum

### Tribù Jasmineae

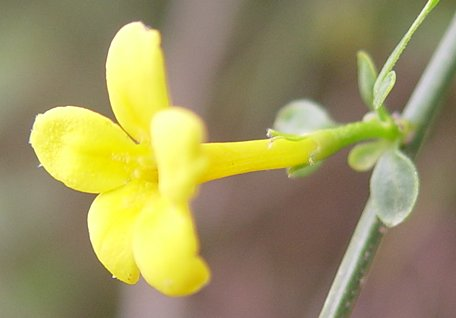
Chrysojasminum fruticans
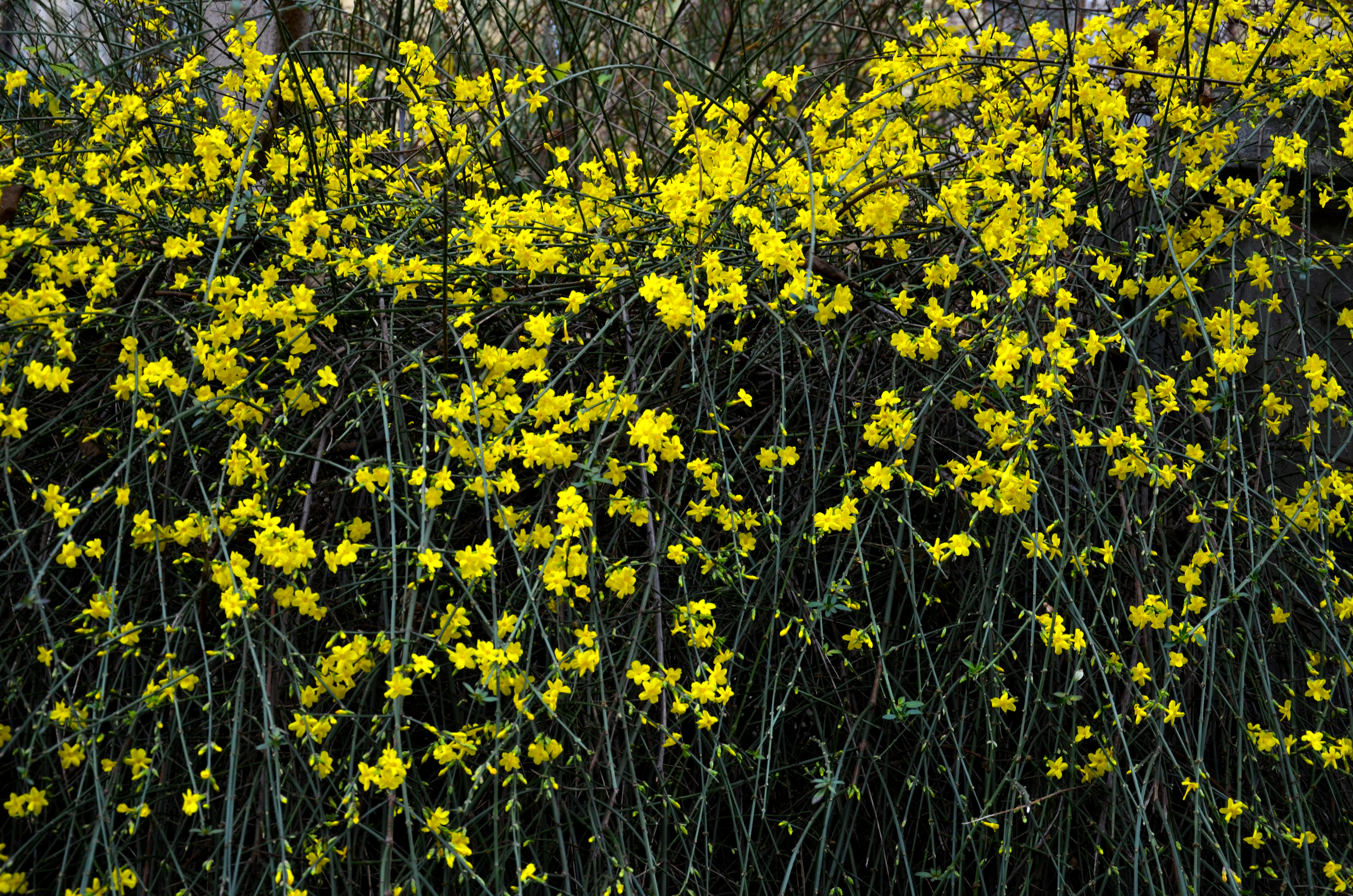
Jasminum nudiflorum
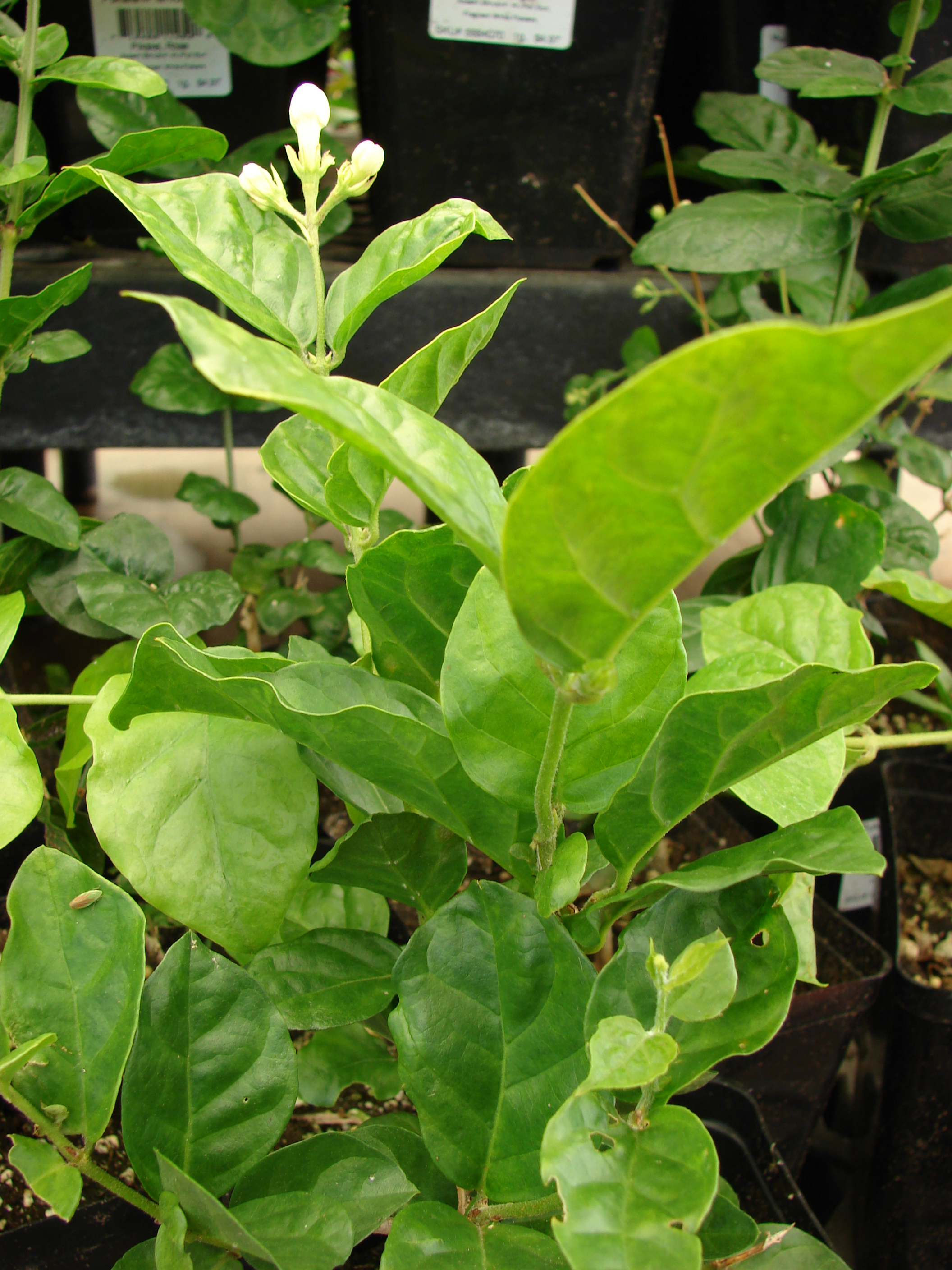
Jasminum sambac
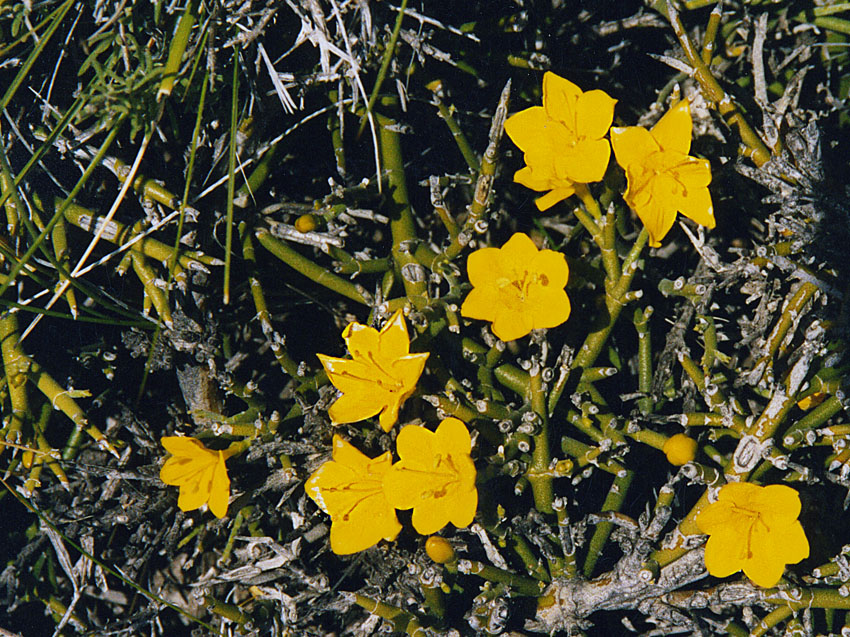
Menodora robusta

### Tribù Myxopyreae

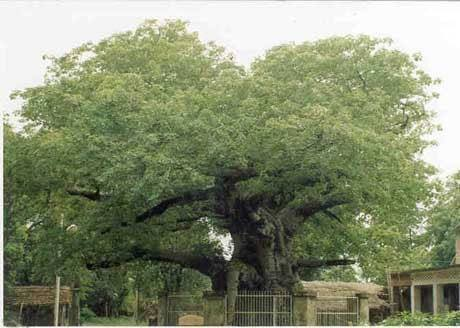
Nyctanthes arbor-tristis
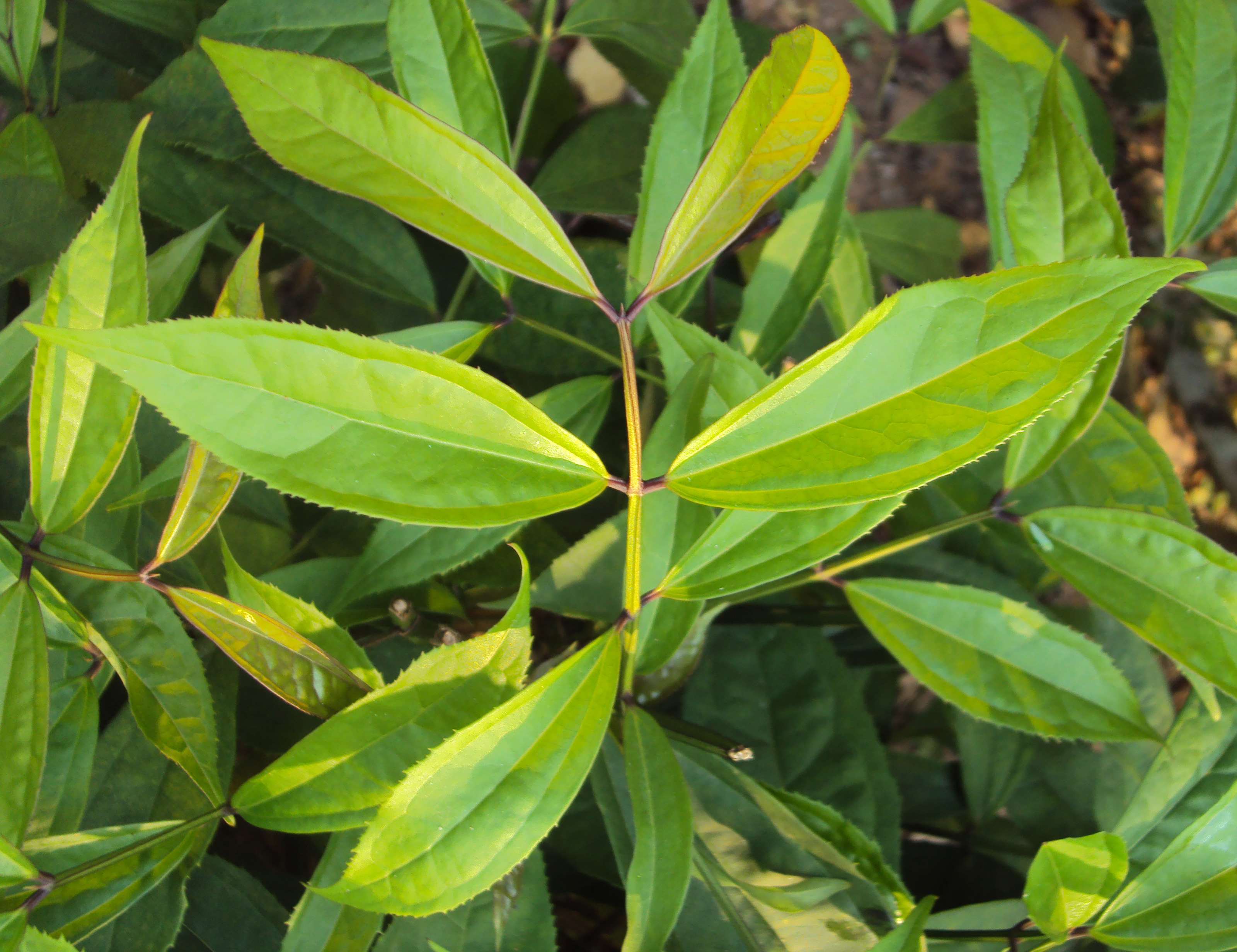
Myxopyrum smilacifolium
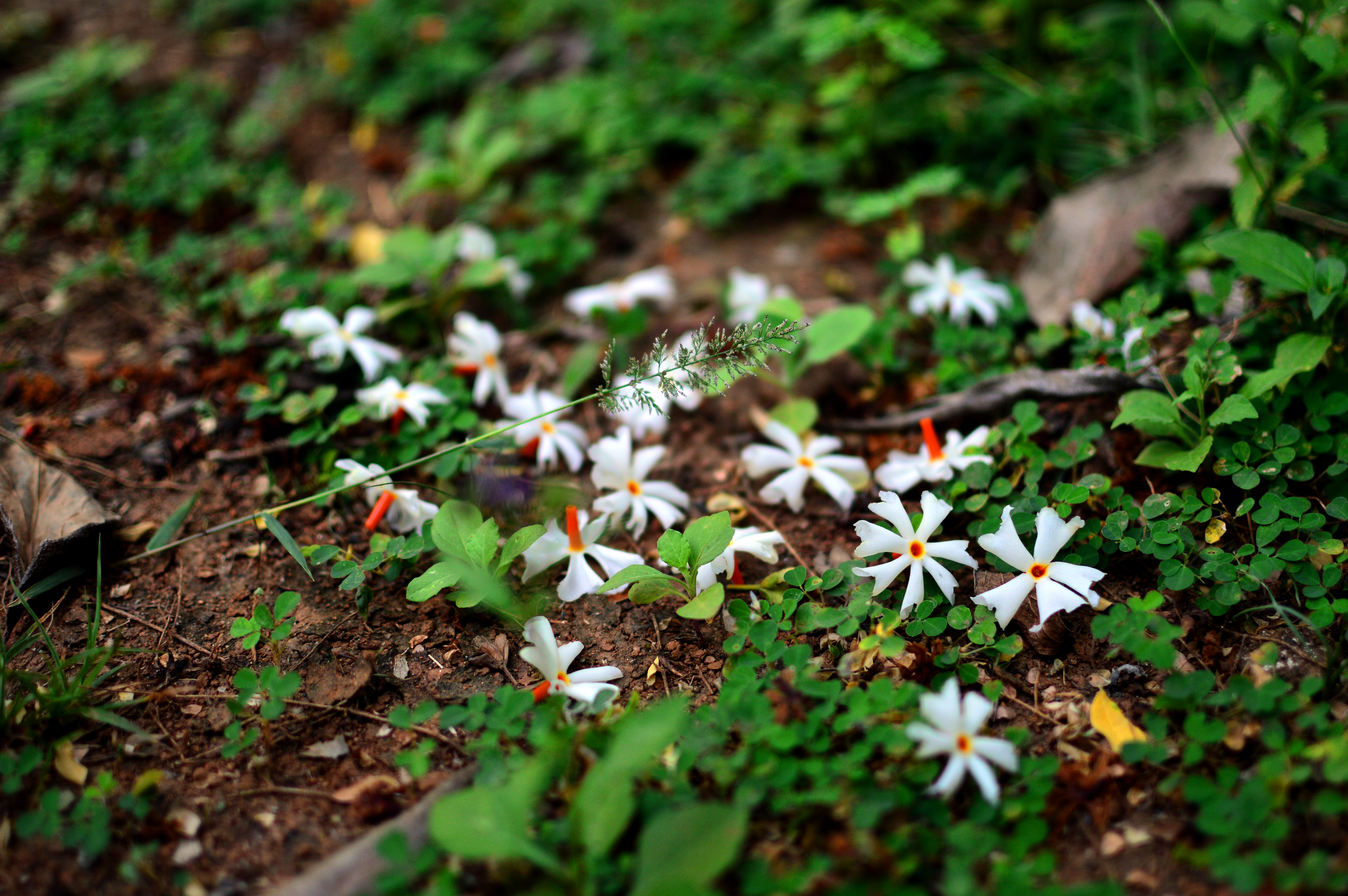
Nyctanthes arbor-tristis
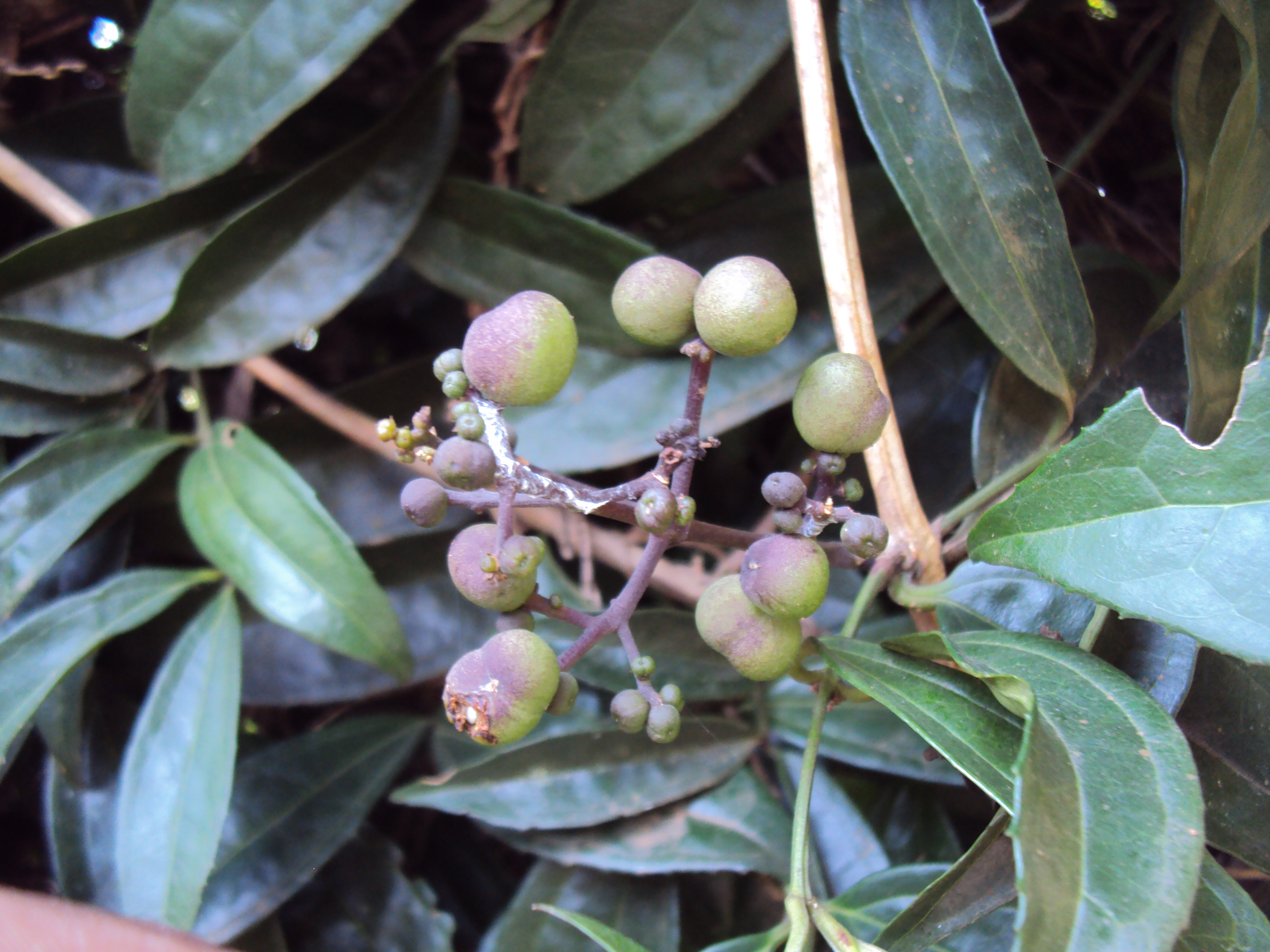
Myxopyrum smilacifolium

### Tribù Oleeae

#### Sottotribù Fraxininae

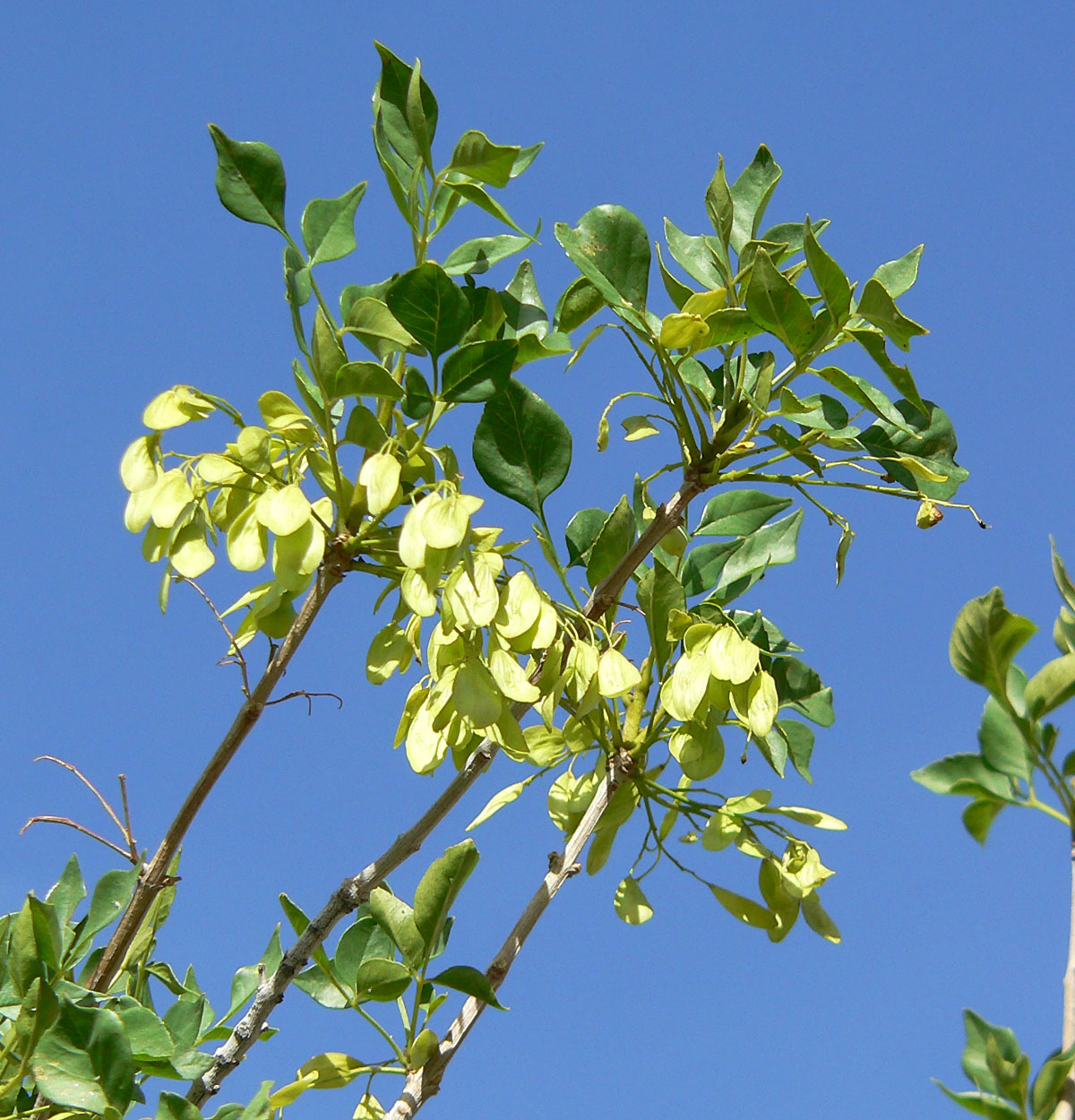
Fraxinus anomala
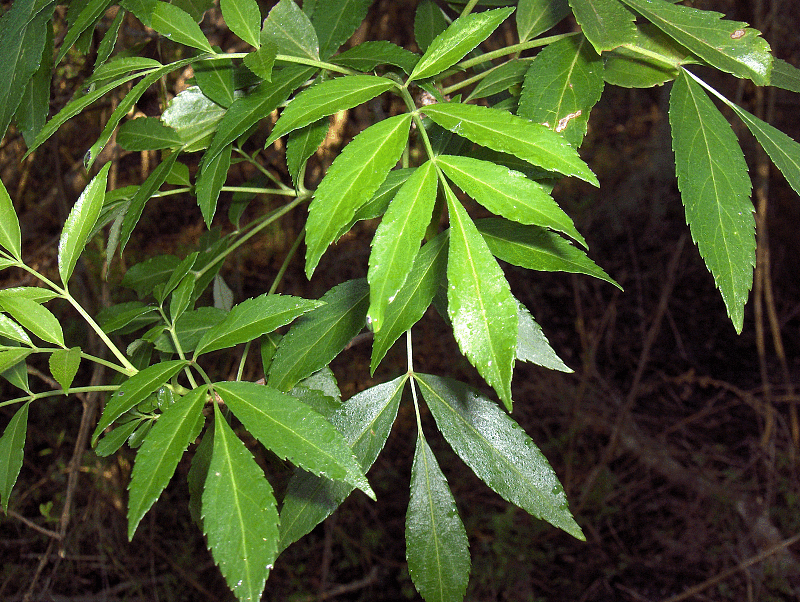
Fraxinus caroliniana
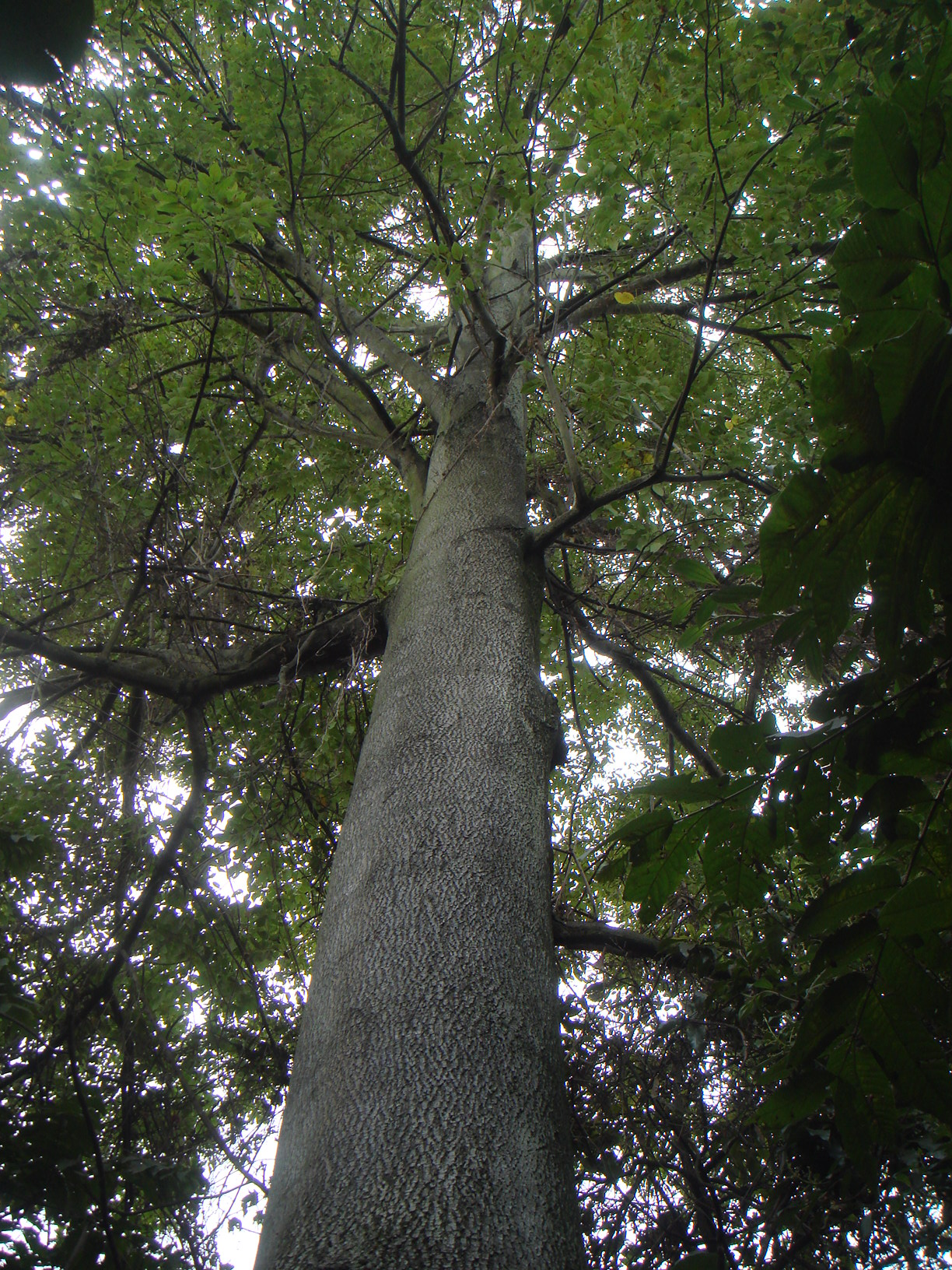
Fraxinus chinensis
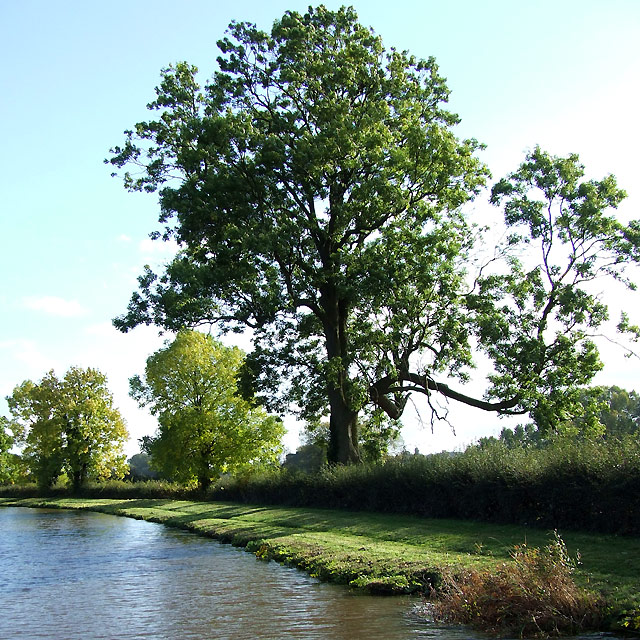
Fraxinus excelsior

#### Sottotribù Ligustrinae

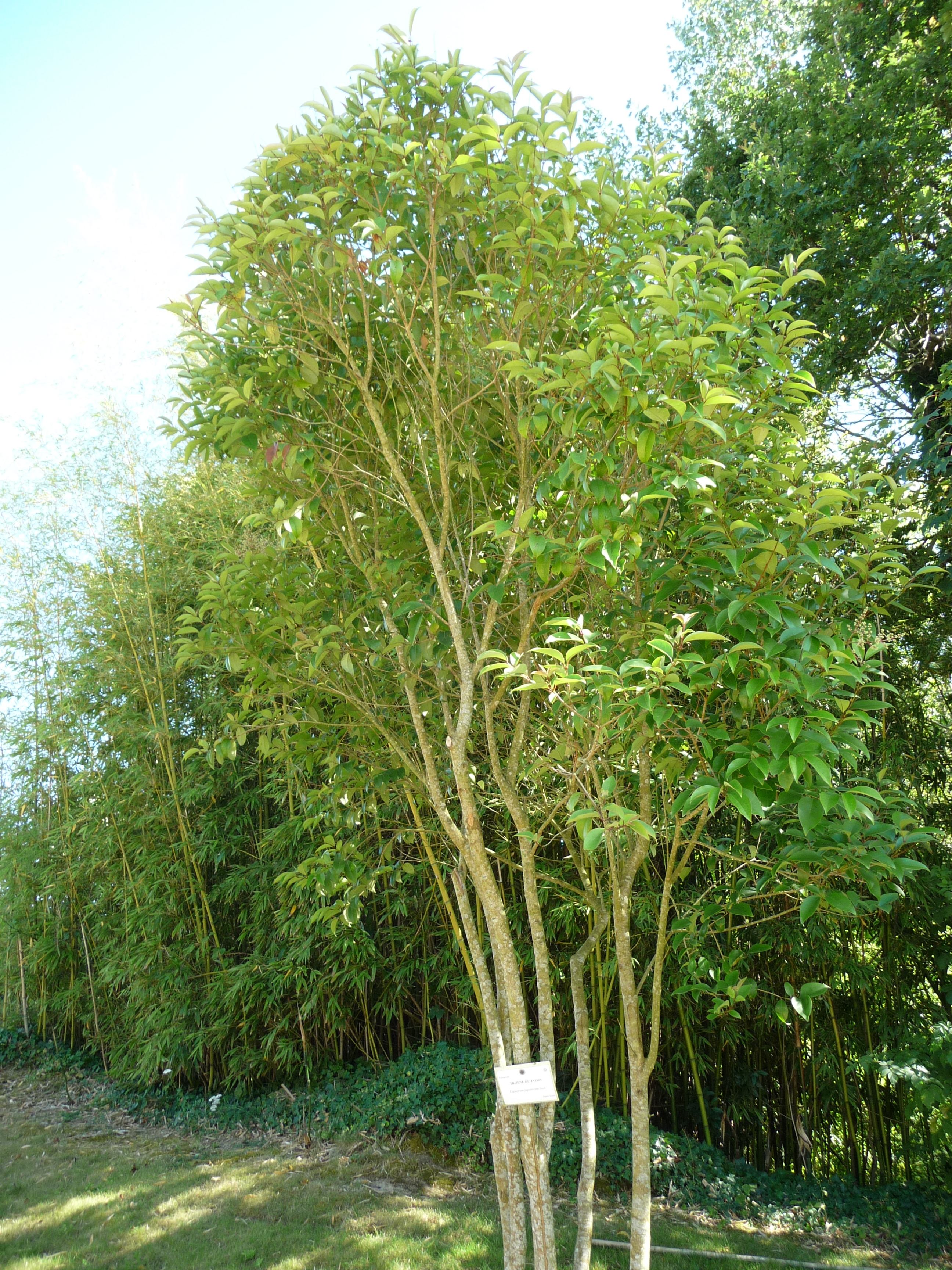
Ligustrum japonicum
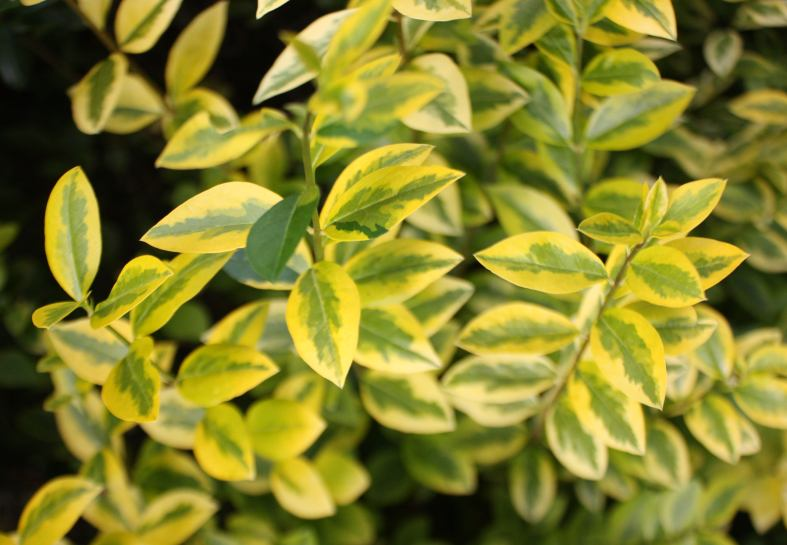
Ligustrum ovalifolium
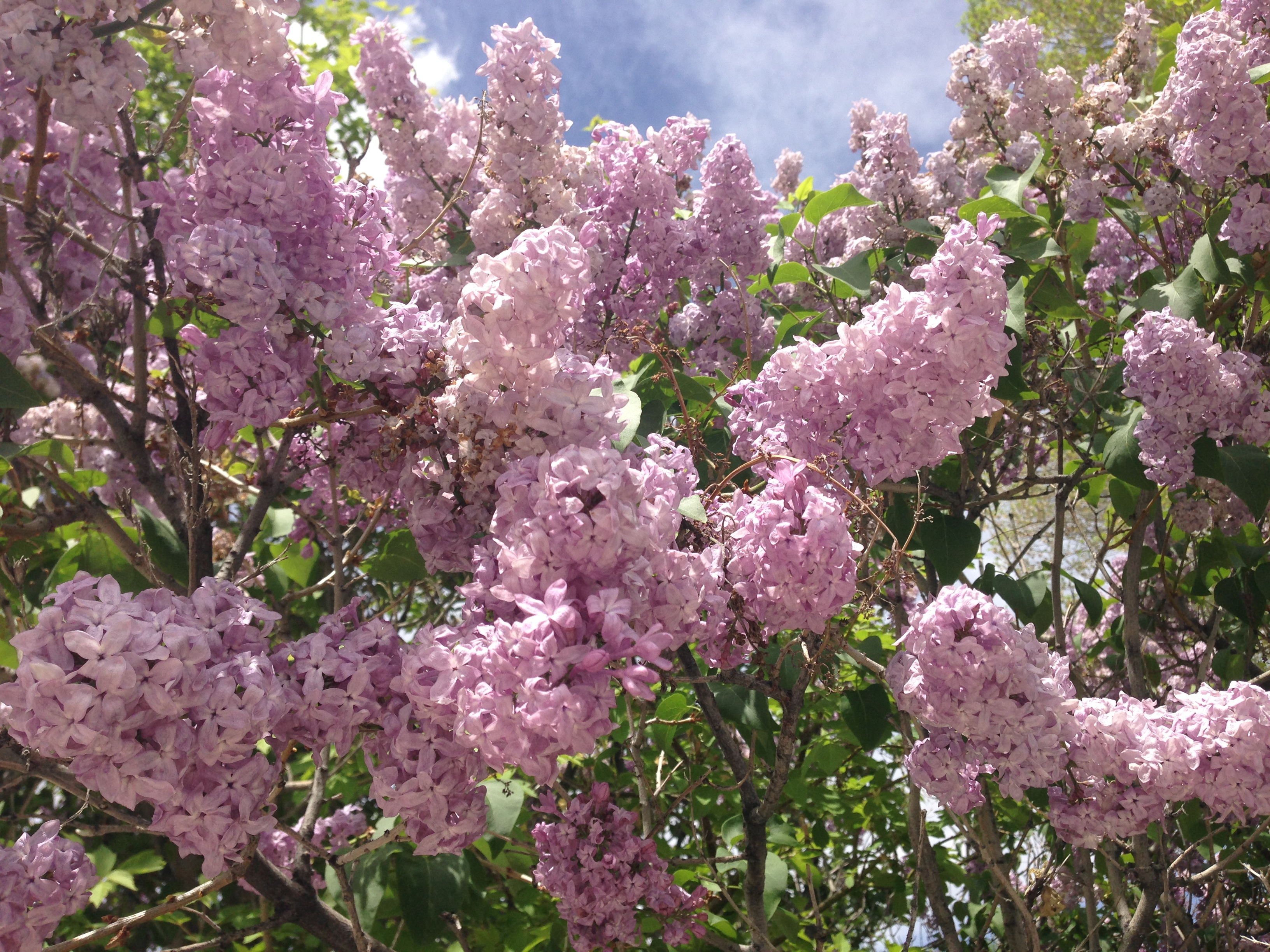
Syringa vulgaris
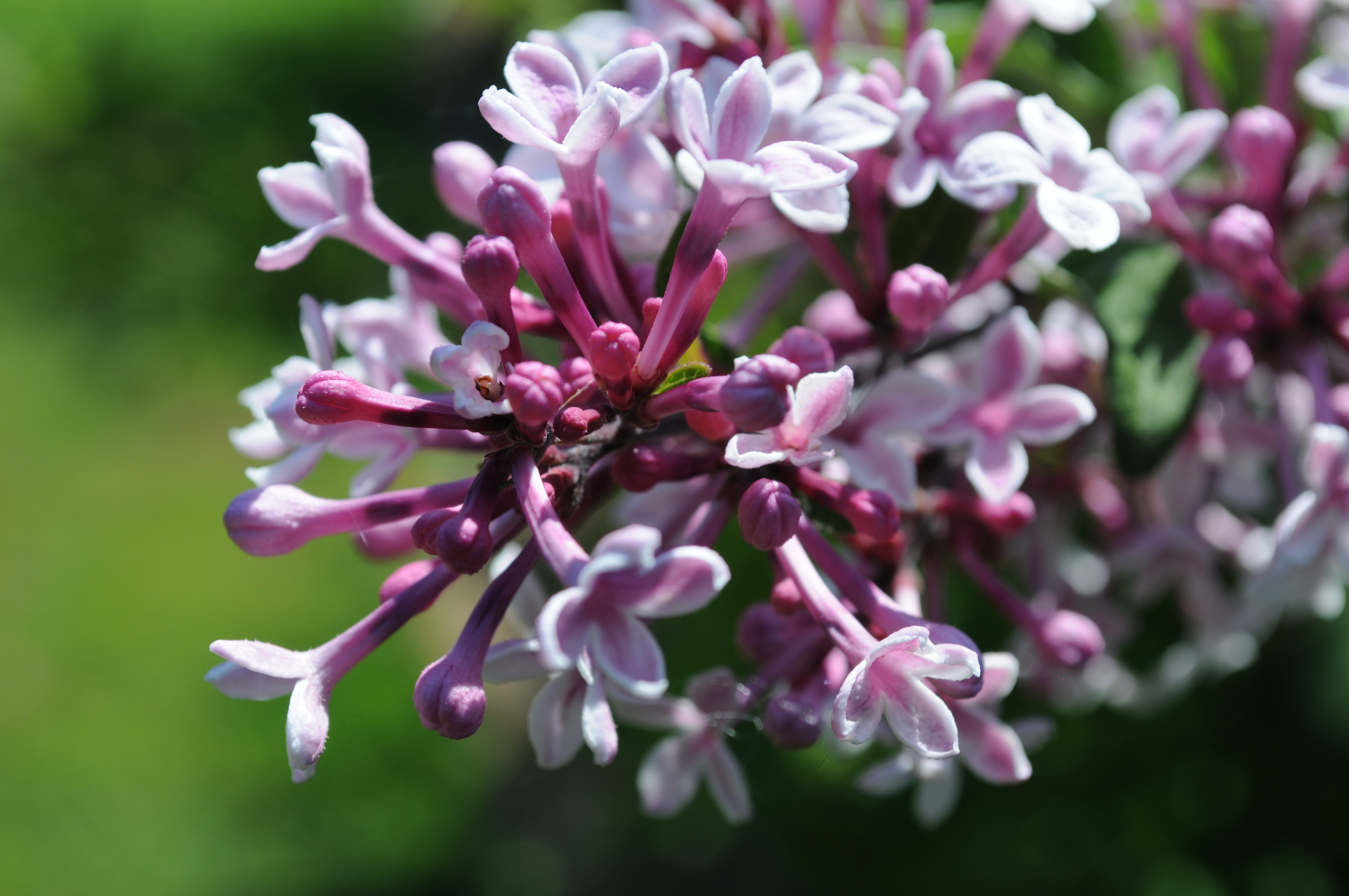
Syringa pubescens

#### Sottotribù Oleinae

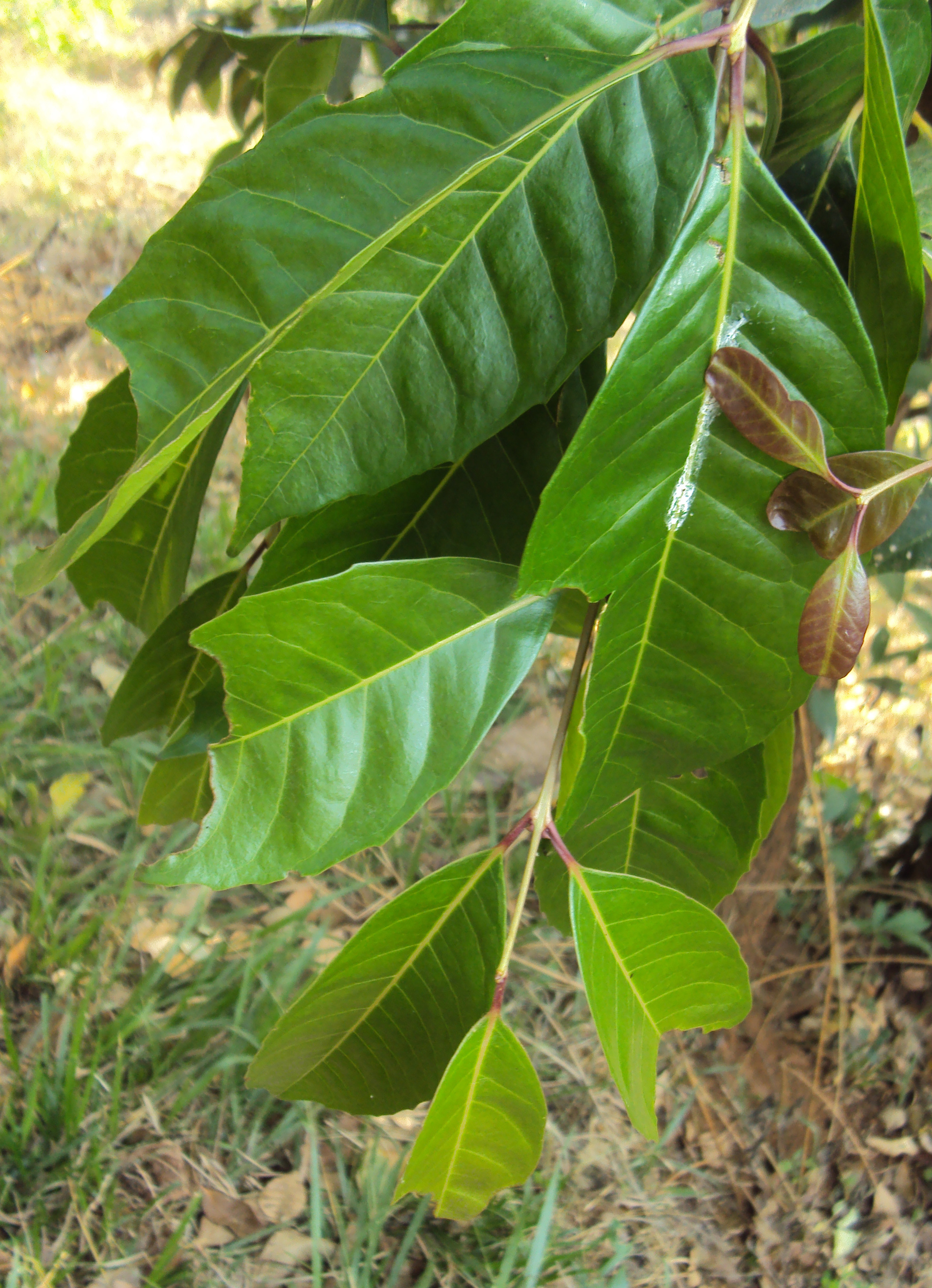
Olea dioica
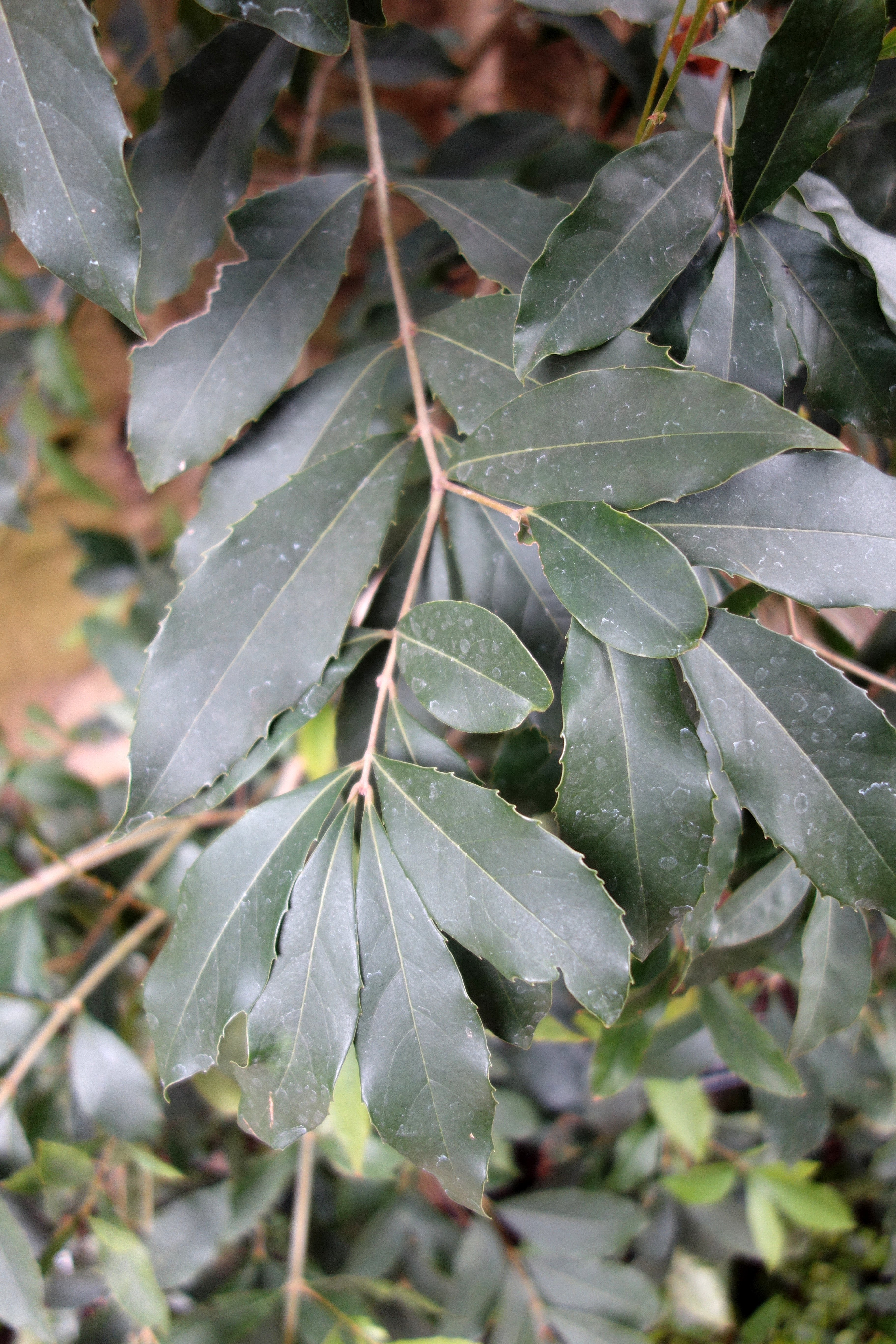
Olea tsoongii
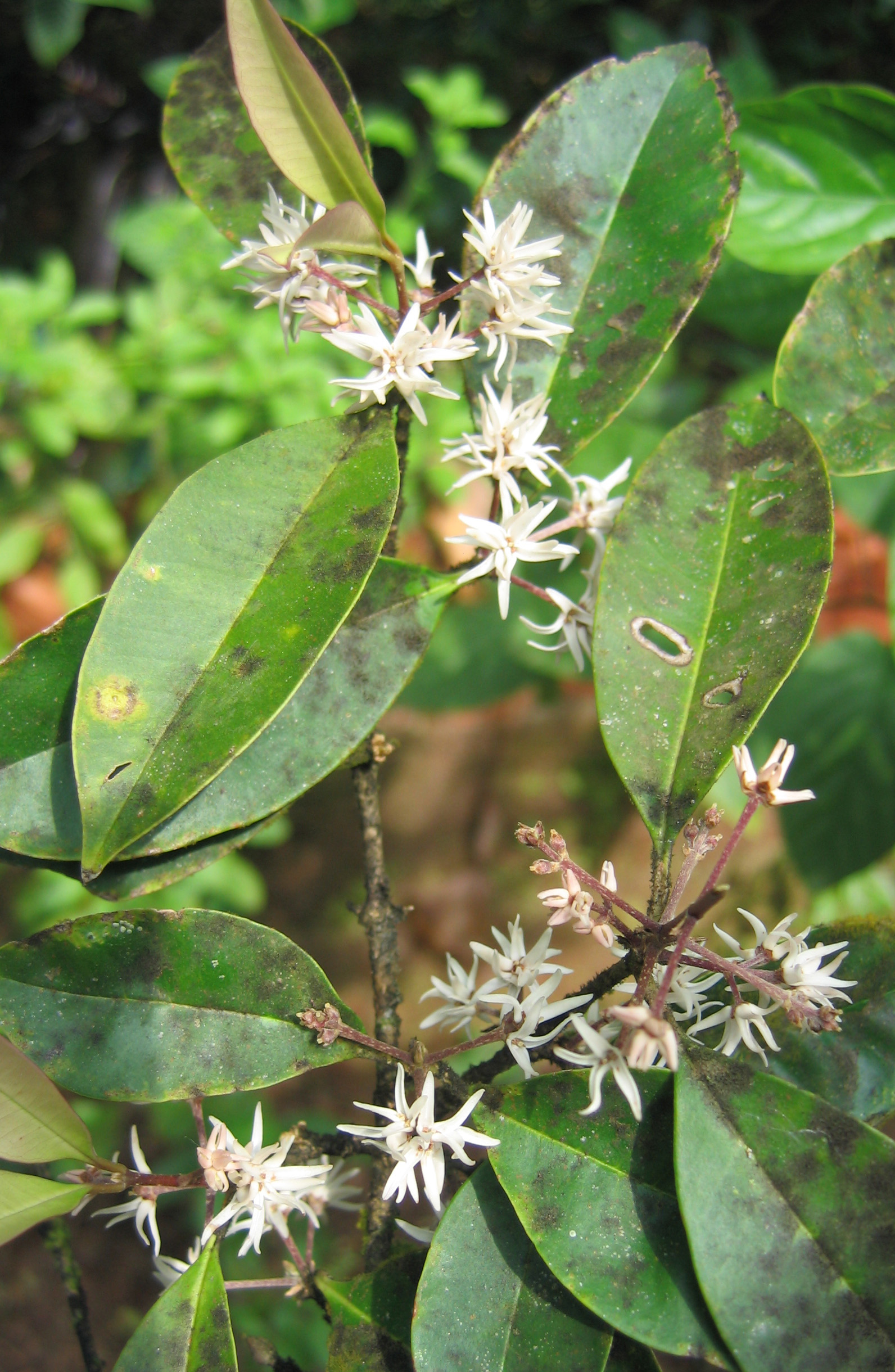
Chionanthus mala-elengi
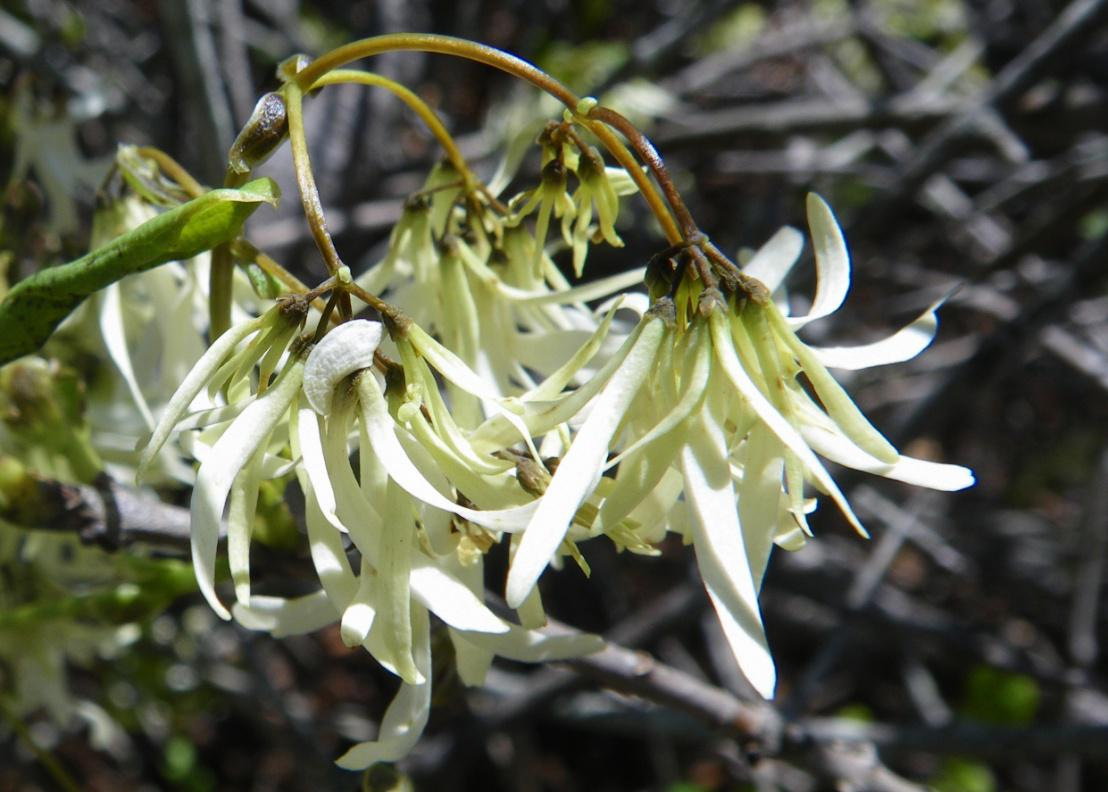
Chionanthus pygmaeus
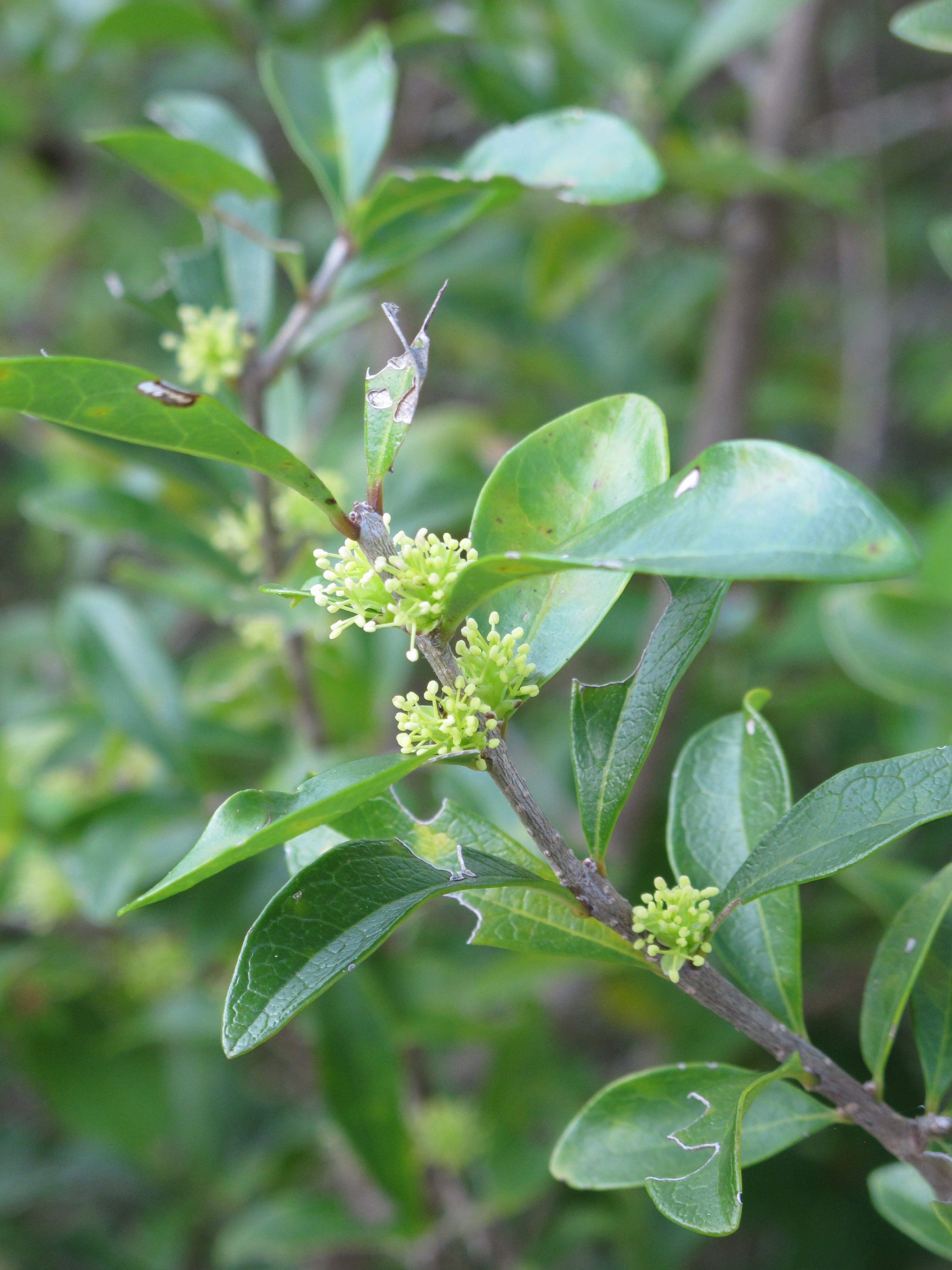
Forestiera segregata
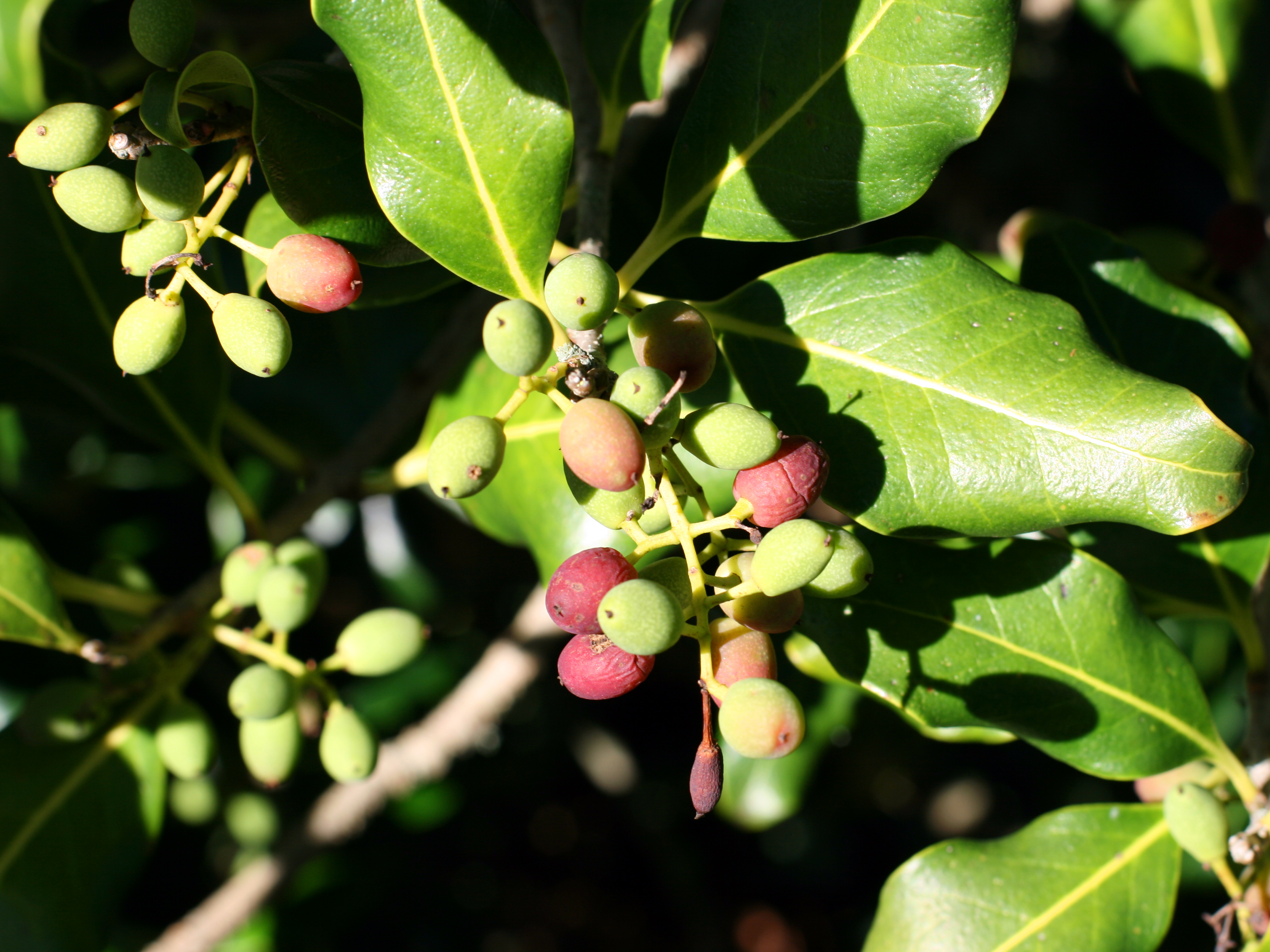
Nestegis apetala
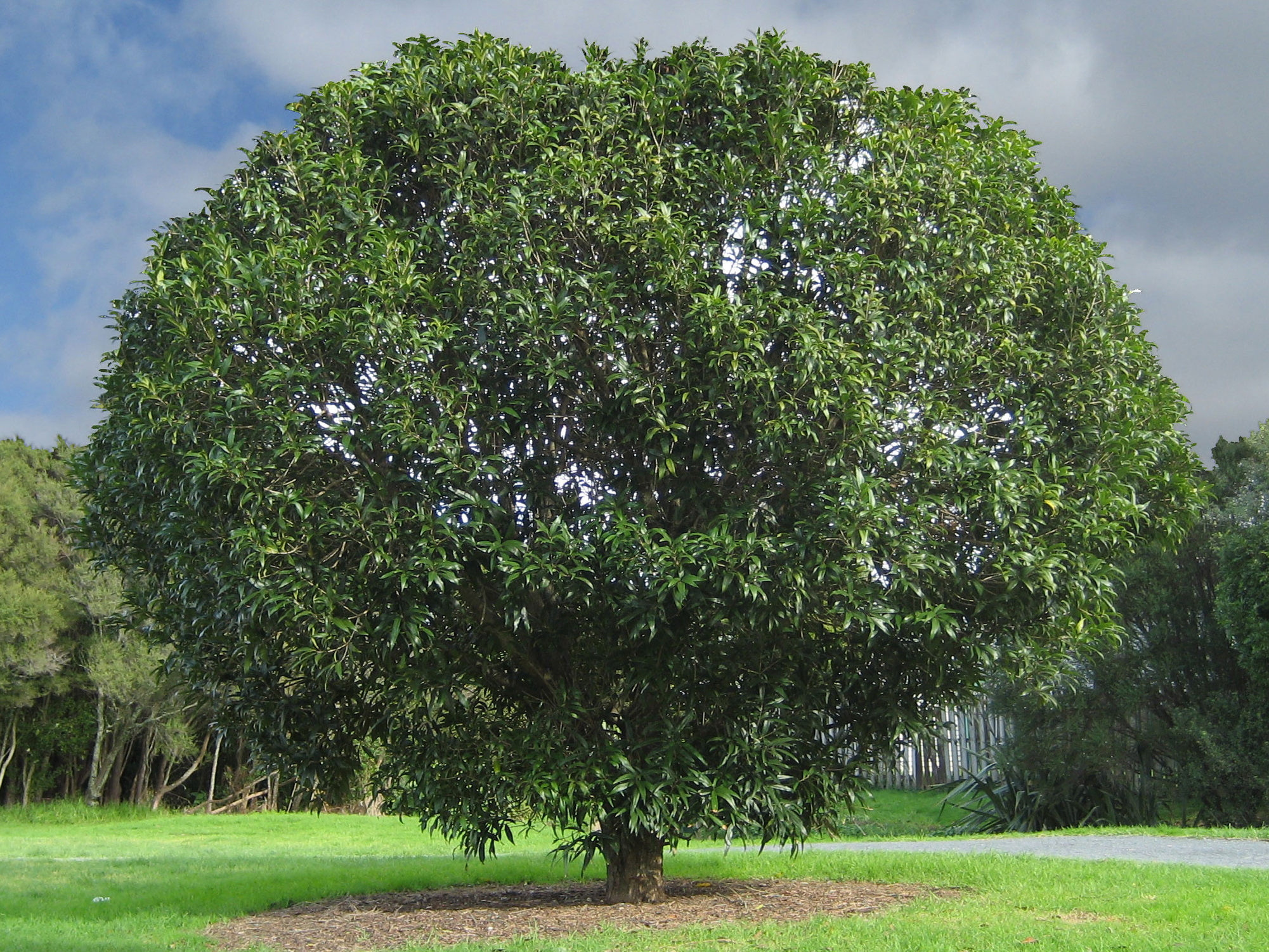
Nestegis cunninghamii
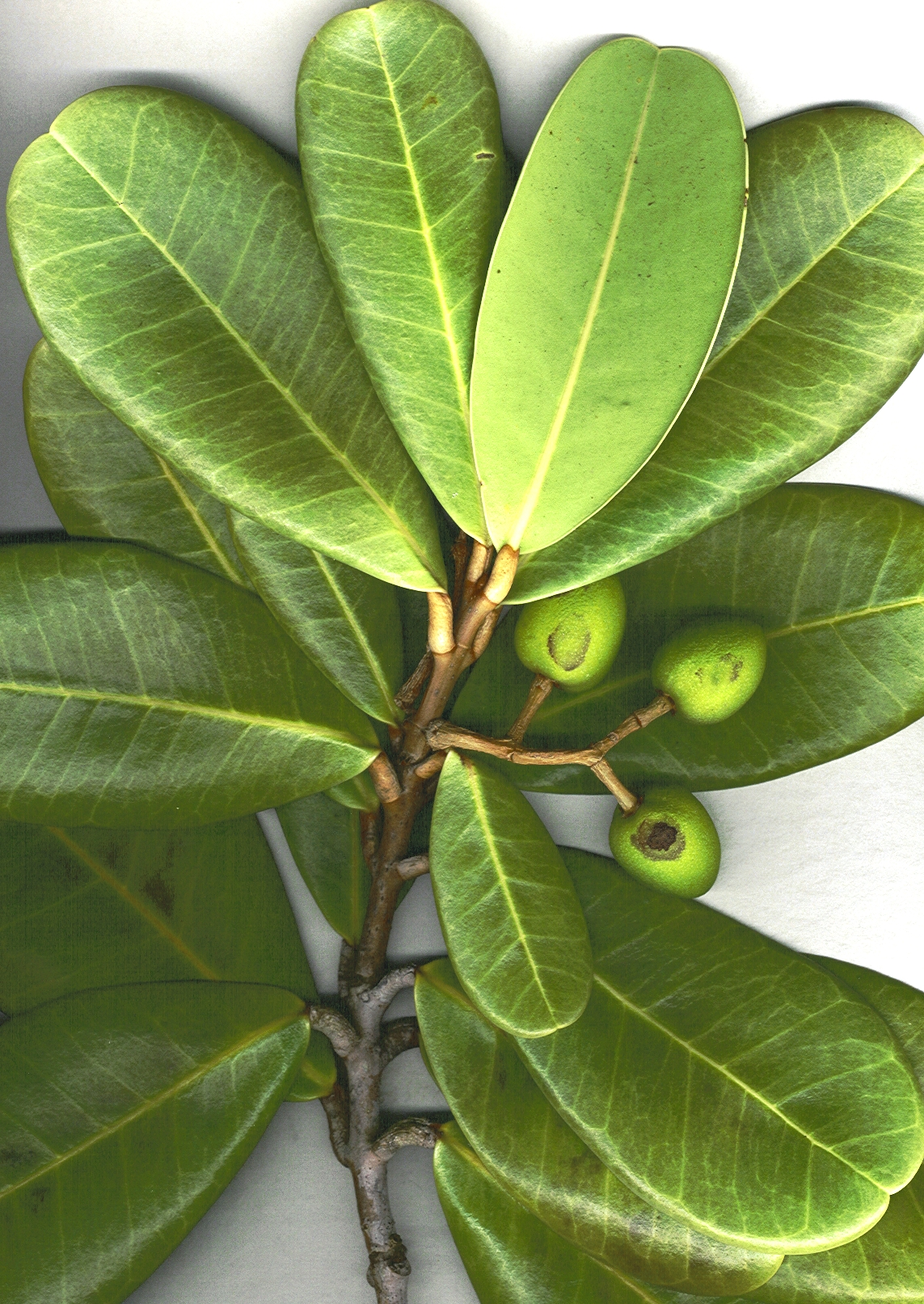
Noronhia emarginata
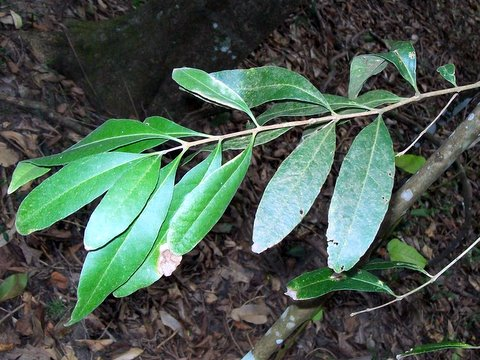
Notelaea longifolia
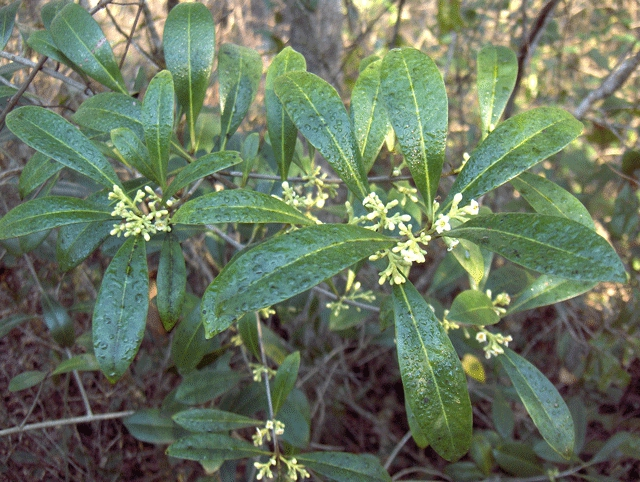
Osmanthus americanus
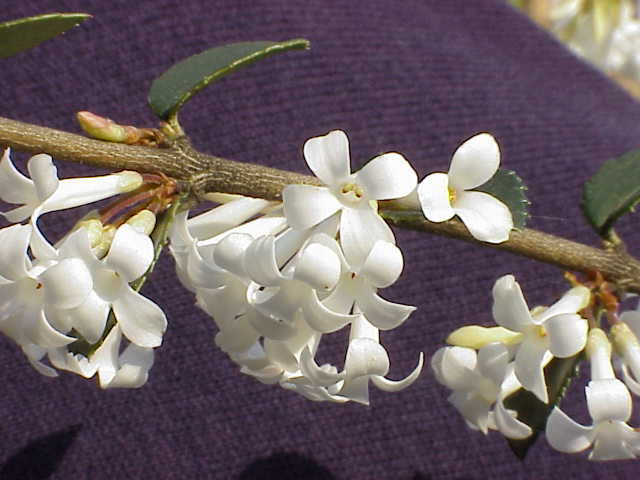
Osmanthus delavayi
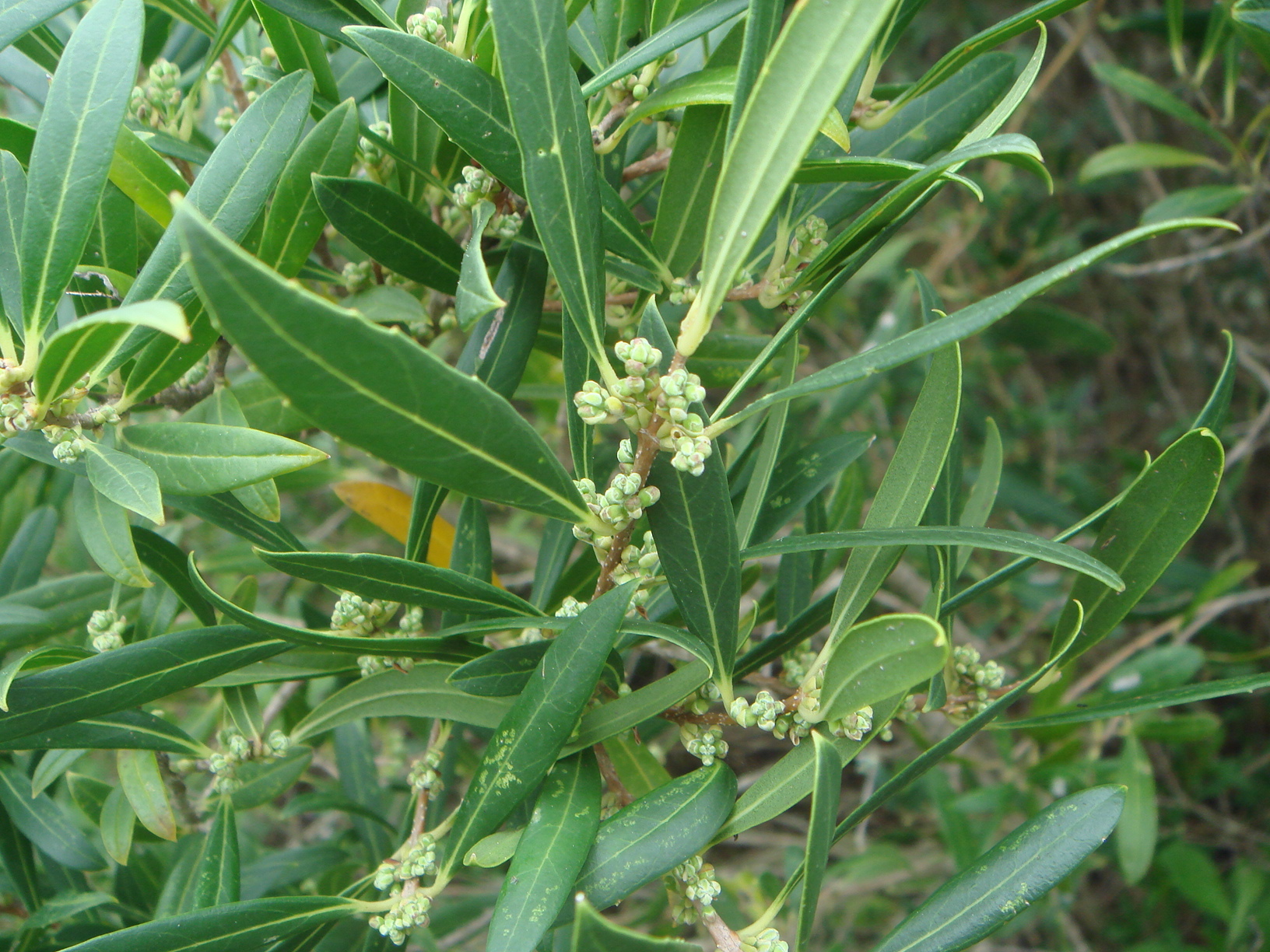
Phillyrea angustifolia

#### Sottotribù Schreberinae

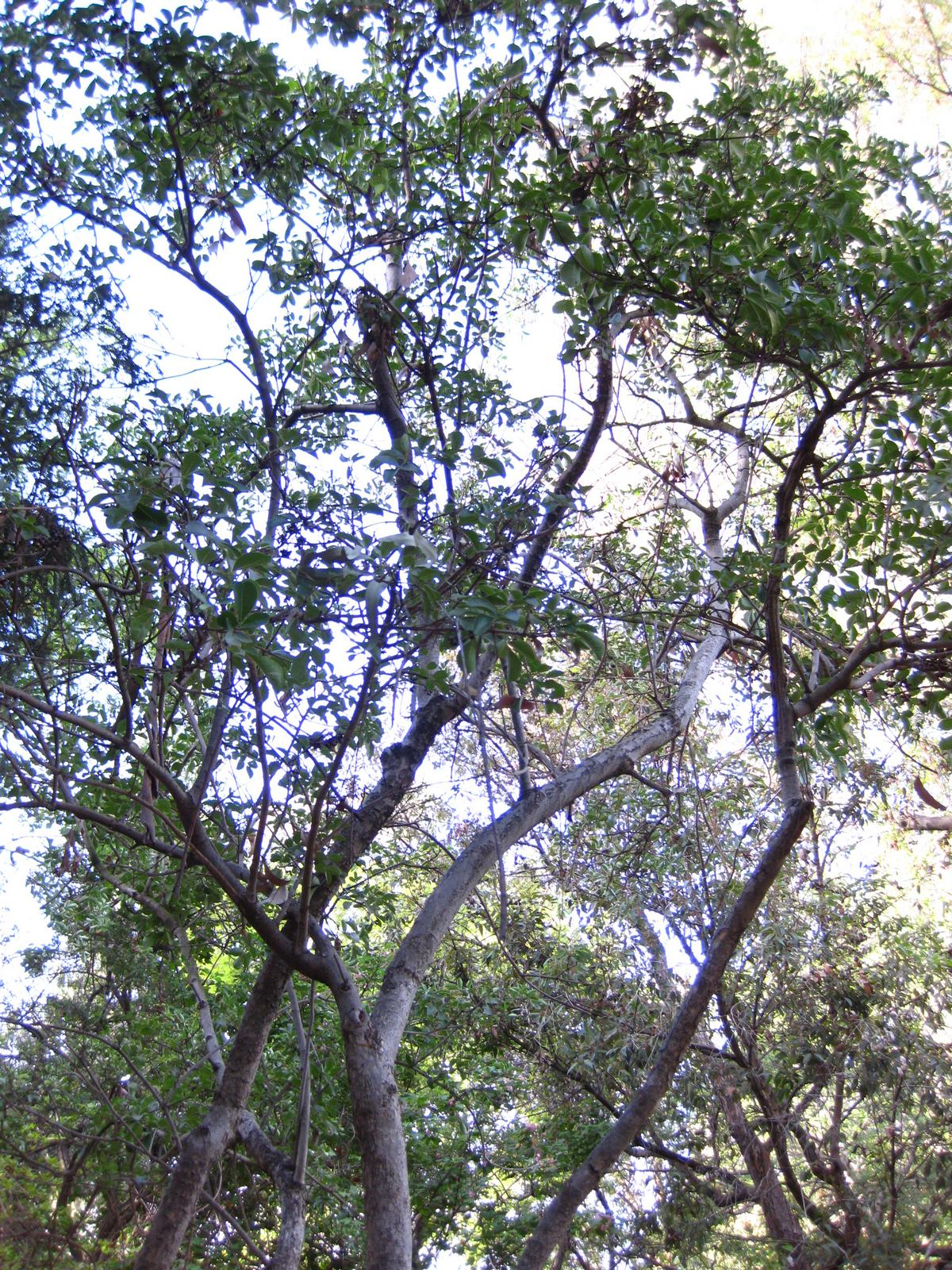
Schrebera swietenioides
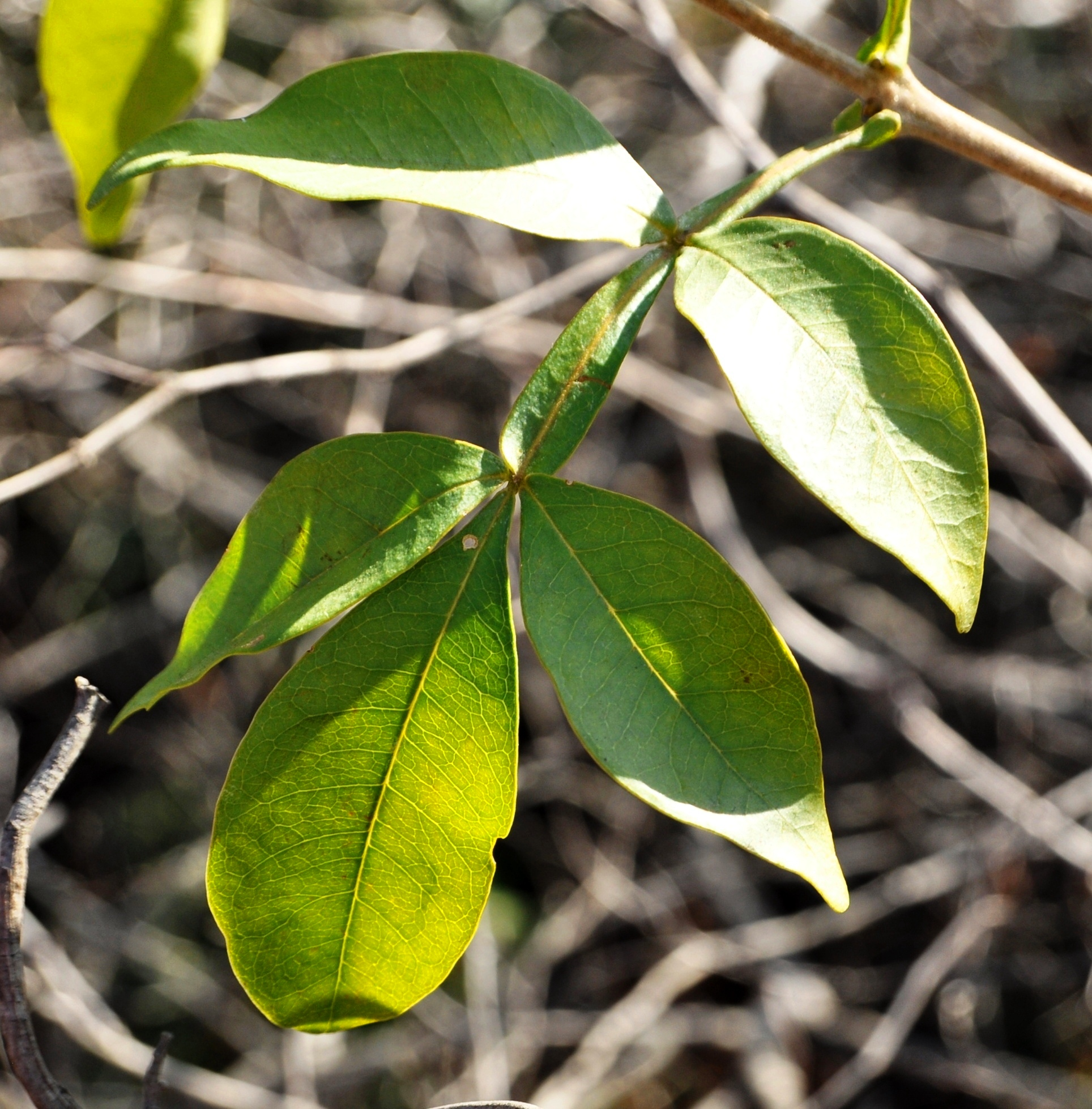
Schrebera alata
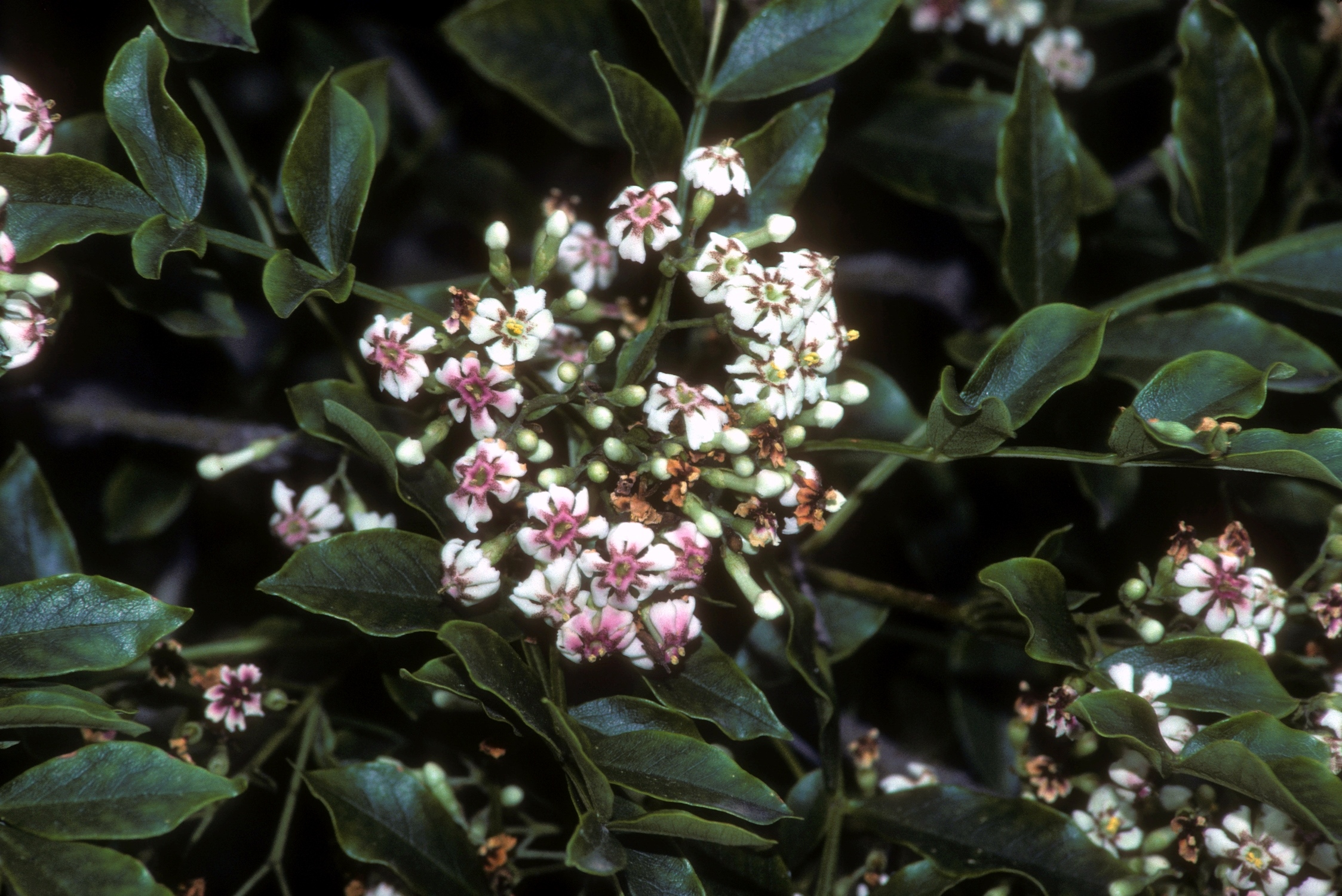
Schrebera alata

## Usi
La famiglia delle Oleacee comprende piante di grande interesse economico, la più famosa delle quali è l'olivo (Olea europaea subsp. europaea), originario del bacino del Mediterraneo, di grande importanza alimentare per i frutti (olive) e per l'olio che se ne estrae.
L'olivo è marginalmente utilizzato anche per il suo legno. Assai più importante è il frassino (Fraxinus). Il frassino è utilizzato anche per l'industria alimentare, specificamente per l'estrazione della manna.
Le specie del genere Fontanesia sono usate spesso nel giardinaggio. La specie F. phillyreoides venne portata a Parigi dalla Siria dallo stesso Labillardière nel 1787; mentre la specie F. fortunei fu introdotta direttamente dalla Cina attorno al 1845.
Anche le specie del genere Forsythia sono impiegate unicamente nel giardinaggio. La loro introduzione nei giardini europei è iniziata nel 1846 dalla Cina con la specie Forsythia viridissima proseguita poi nel 1883 con la specie Forsythia suspensa. Attualmente in Europa è presente un ibrido (Forsythia × intermedia Zabel) formato dalle due precedenti specie.
Alcune specie del gelsomino (Jasminum) sono diffuse in Europa a scopo ornamentale. Sembra sia stato Vasco de Gama a portare nel Portogallo le prime specie di questo gruppo dalla costa del Malabar. Molte specie sono coltivate per l'industria profumiera. Altre specie ornamentali sono il lillà (Syringa) e il ligustro (Ligustrum) - a cui si aggiungono Chionanthus, Osmanthus, Phillyrea e altre. Il frassino è usato come albero in parchi, giardini e alberature stradali.